# Collection Burrell
Pour les articles homonymes, voir Burrell.
La Collection Burrell est une collection d'art à Glasgow, en Écosse. Elle est située dans le parc de Pollok au sud de la ville. Le musée a fermé pour travaux le 23 octobre 2016 ; sa réouverture annoncée pour 2020 est effective le 29 mars 2022.

## Histoire

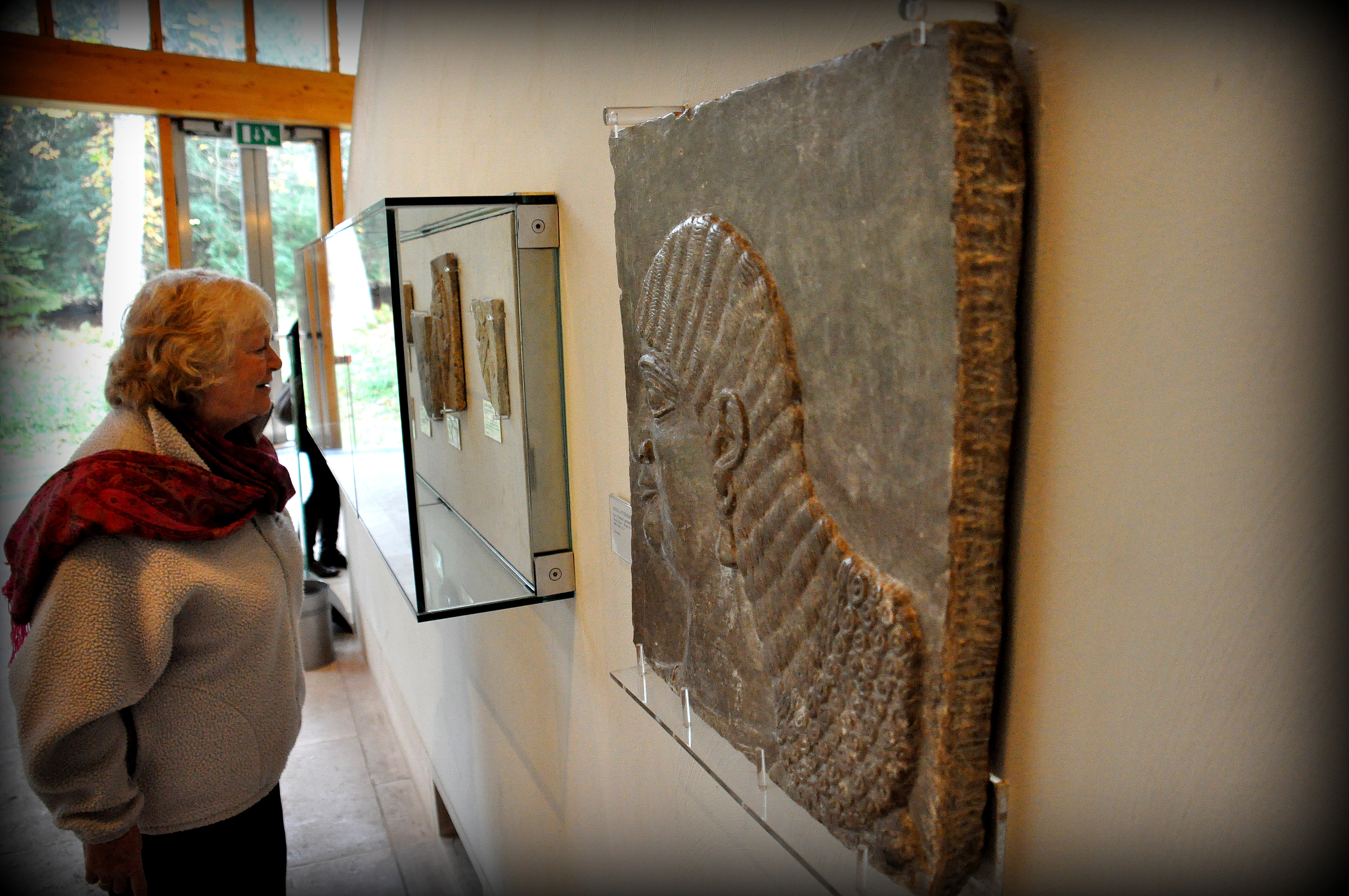
Une vue des salles, avec le bas-relief d'un fonctionnaire royal assyrien, Nimroud, Mésopotamie

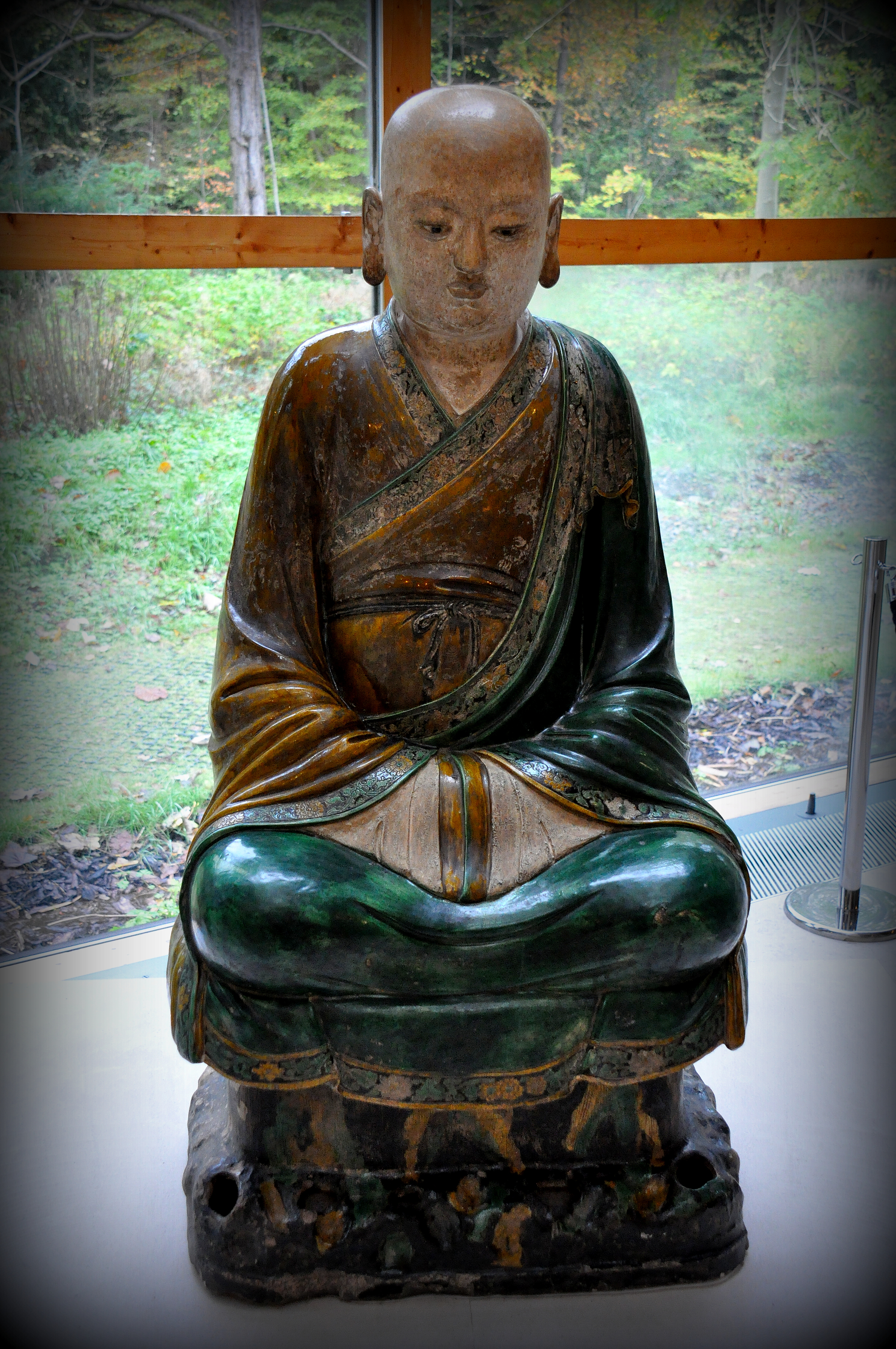
Luohan de la période Chenghua

La collection, éclectique, a été acquise au cours de nombreuses années par sir William Burrell, un riche armateur de Glasgow, collectionneur d'art, qui en a fait don à la ville en 1944, de son vivant. Le don a été fait sous condition que la collection soit présentée à la périphérie de Glasgow, dans un bâtiment situé au moins à 26 kilomètres du centre ville, afin que les œuvres ne soient pas endommagées par la pollution atmosphérique. Les exécuteurs testamentaires ont cherché pendant plus de vingt ans un bâtiment qui répondait aux critères de l'acte de donation, mais sans succès. Finalement, lorsque le parc de Pollok a été donné à la ville en 1967, le conseil d'administration a abandonné certains des critères, ce qui a permis la construction du site actuel, à 5 kilomètres du centre-ville et à l'intérieur des limites de la ville,.
La collection a continué de s'enrichir, entre 1944 et 1958 par les soins de William Burrell, et après la mort de ce dernier, dès avant même l'ouverture du musée, comme en 1977 avec l'achat du vase de Warwick.

## Le bâtiment
Le bâtiment construit par l'architecte Barry Gasson, en forme de L, est spécialement adapté pour la présentation de la collection, avec des éléments architecturaux anciens intégrés dans sa structure, comme un portail roman provenant de l'église de Montron en France ; les salles lumineuses donnent sur le parc : aires gazonnées au sud, bois au nord.
L'entrée se fait sous une arcade du XVIe siècle intégrée dans un gable moderne en grès rouge ; elle mène à une cour centrale sous un toit vitré, entourée de la reconstitution de trois pièces du château de Hutton, près de Berwick-sur-Tweed, qui appartenait à William Burrell : le salon, le hall et la salle à manger. Des galeries sur deux niveaux abritent diverses œuvres ; au rez-de-chaussée, un restaurant offre une vue sur la pelouse au sud.
Le musée a été inauguré par la reine Élisabeth II en 1983.

## La collection

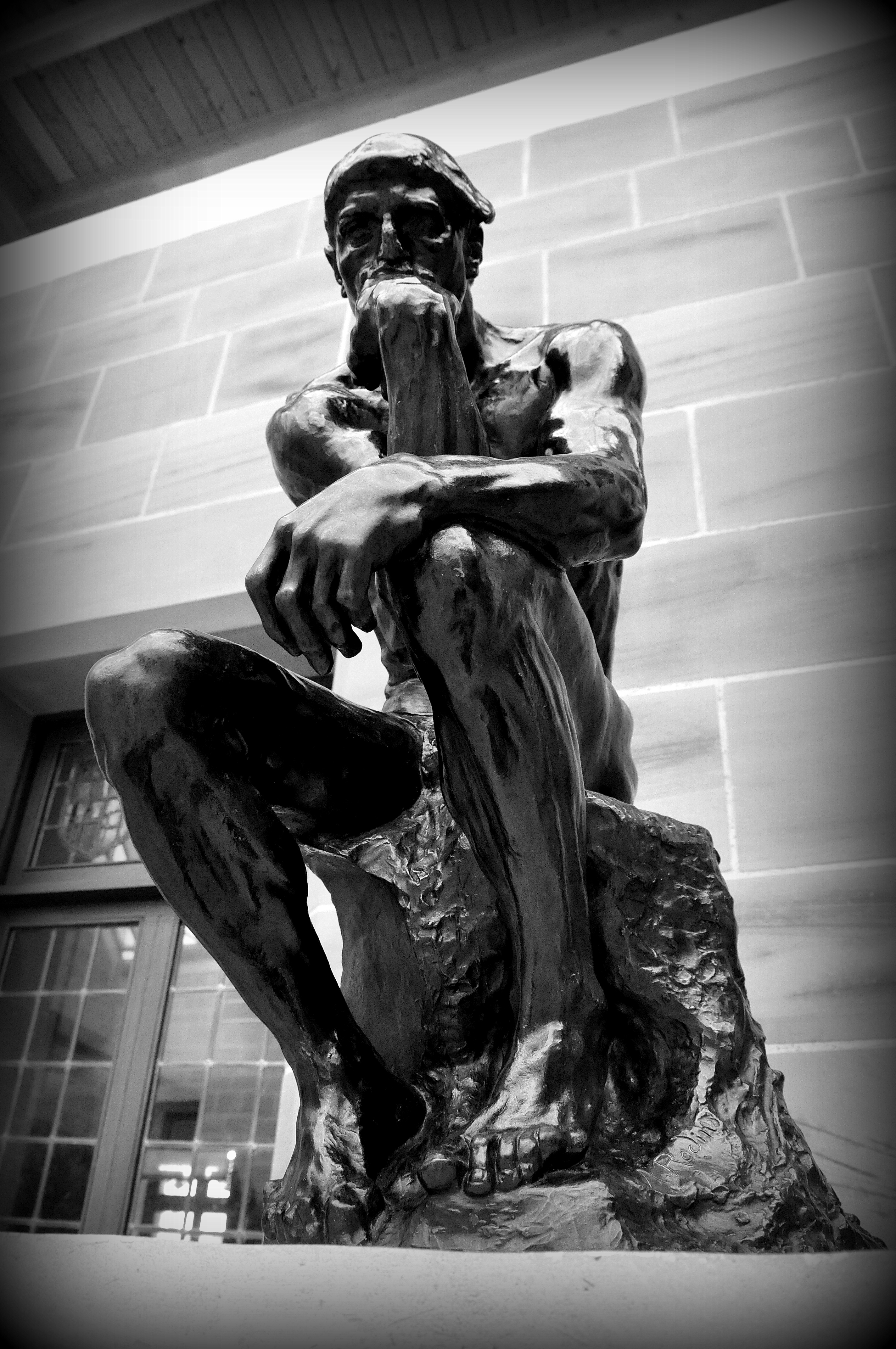
Auguste Rodin, Le Penseur, 1880

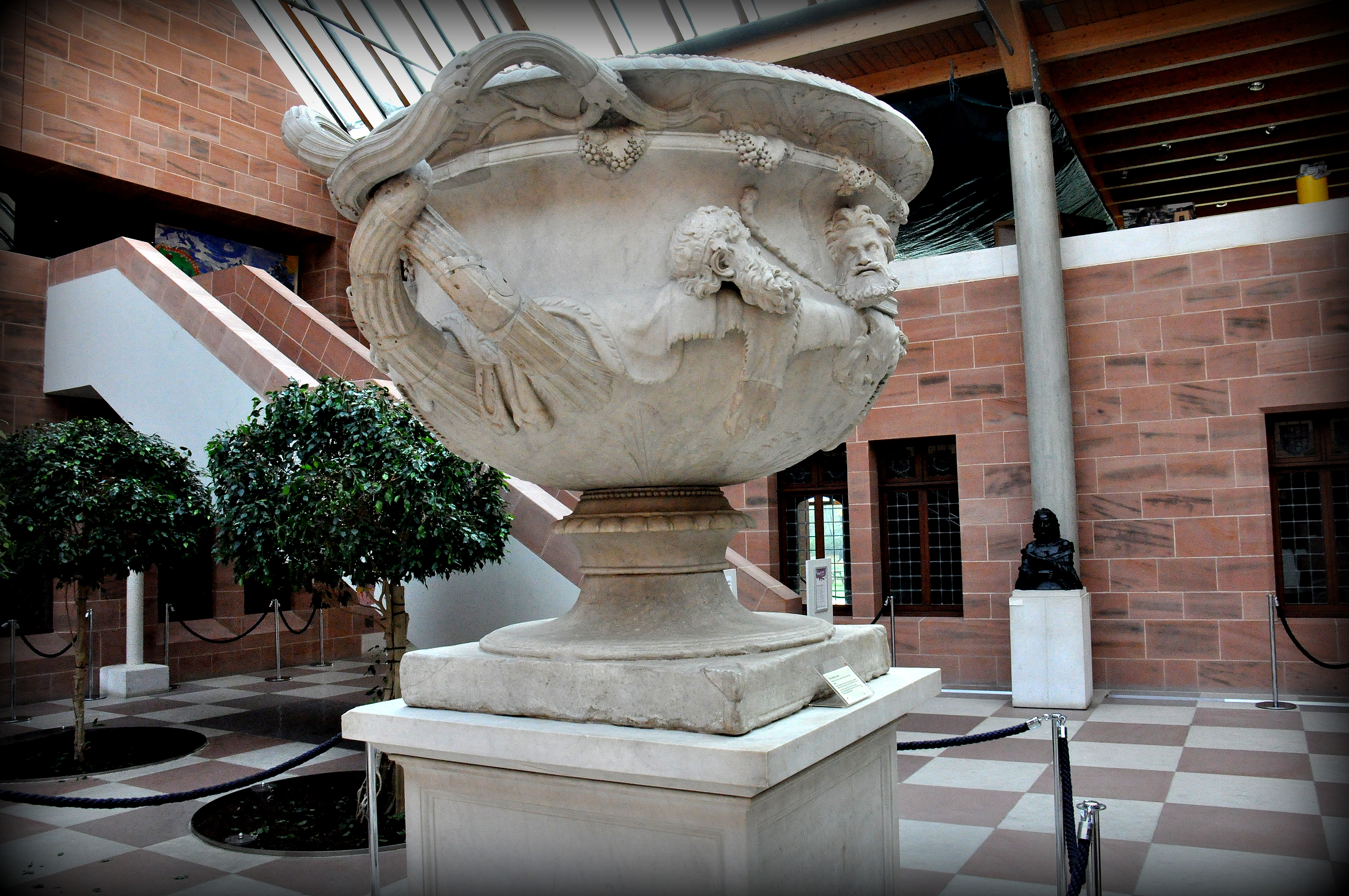
Le vase de Warwick de la Villa d'Hadrien

La collection Burrell est formée de plus de 8 000 œuvres, qui couvrent cinq siècles : art médiéval (vitraux, tapisseries, meubles, armes et armures), art islamique, Égypte ancienne et Chine, tableaux impressionnistes, œuvres de Degas et Cézanne, sculpture moderne et une foule d'autres objets d'art provenant du monde entier

### Art chinois
William Burrell a commencé à collectionner les antiquités chinoises autour de 1910. Il a acquis des éléments de toutes les périodes de l'histoire chinoise, y compris le Néolithique ; sa collection comprend des jades sculptés, de la porcelaine de la dynastie Tang, de la vaisselle rituelle en bronze, des faïences, des meubles anciens.

### Art islamique
La collection donnée par Burrell comprend de la faïence hispano-mauresque, de la céramique et des tapis d'Iran et de l'Empire moghol, ainsi que des broderies et des textiles de Turquie et d'Ouzbékistan.

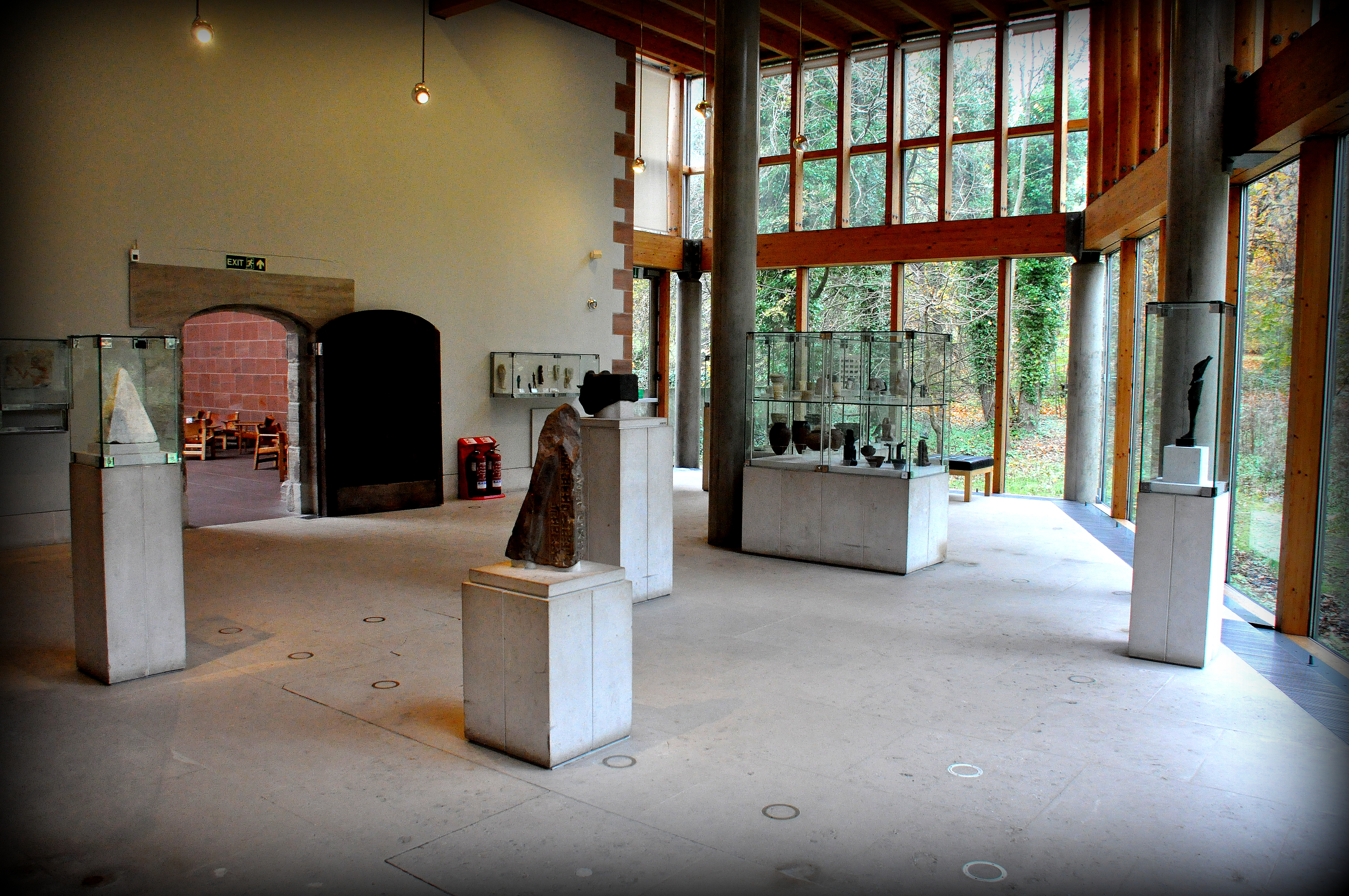
La salle consacrée à l'Egypte ancienne

### Vitraux
Le musée abrite l'une des plus grandes collections de vitraux médiévaux dans le monde : plus de 700 vitraux de toute l'Europe. Une grande partie est à motif héraldique. L'un d'entre eux qui proviendrait de l'église des Franciscains à Oxford et représente Béatrice de Falkenbourg est considéré comme le plus ancien portrait de donateur en bon état encore existant.
En 2013, un projet de restauration et de recherche a été entrepris afin de préserver les vitraux de l'église gothique des carmélites de Boppard, en Allemagne : 34 panneaux d'une superficie de 14 mètres carrés.

### Art gothique
Le musée possède une collection d'art religieux de la seconde partie du Moyen Âge : sculptures en bois et en pierre, fragments d'architecture. William Burrell avait notamment acquis en 1936 deux volets du Polyptyque Hulin de Loo (l'Annonciation et le Repos pendant la Fuite en Égypte), attribué à Hans Memling.

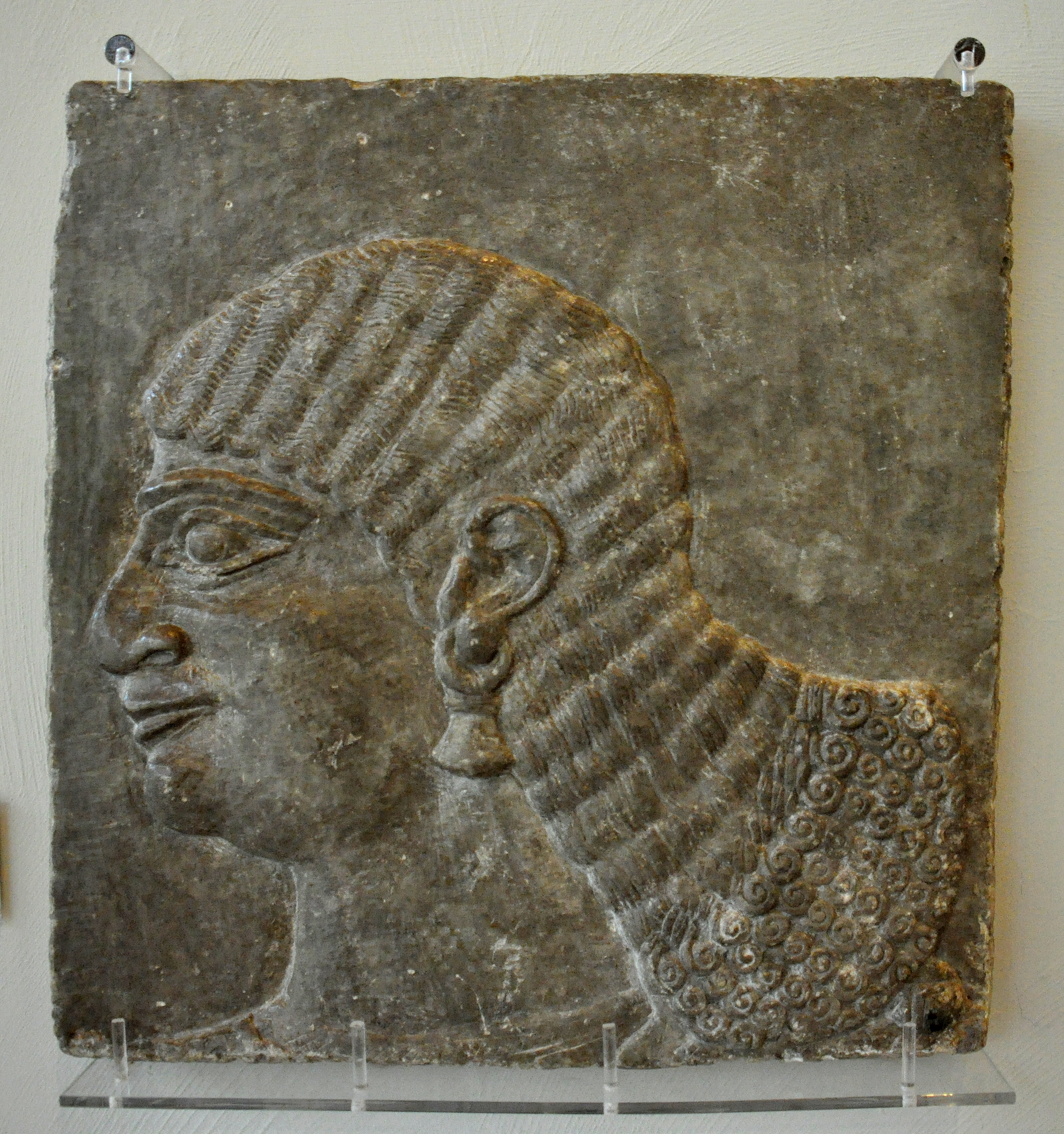
Tête d'un fonctionnaire royal, règne d'Ashurnasipal II, 883-859 av. J.-C, palais de Nimroud, Irak
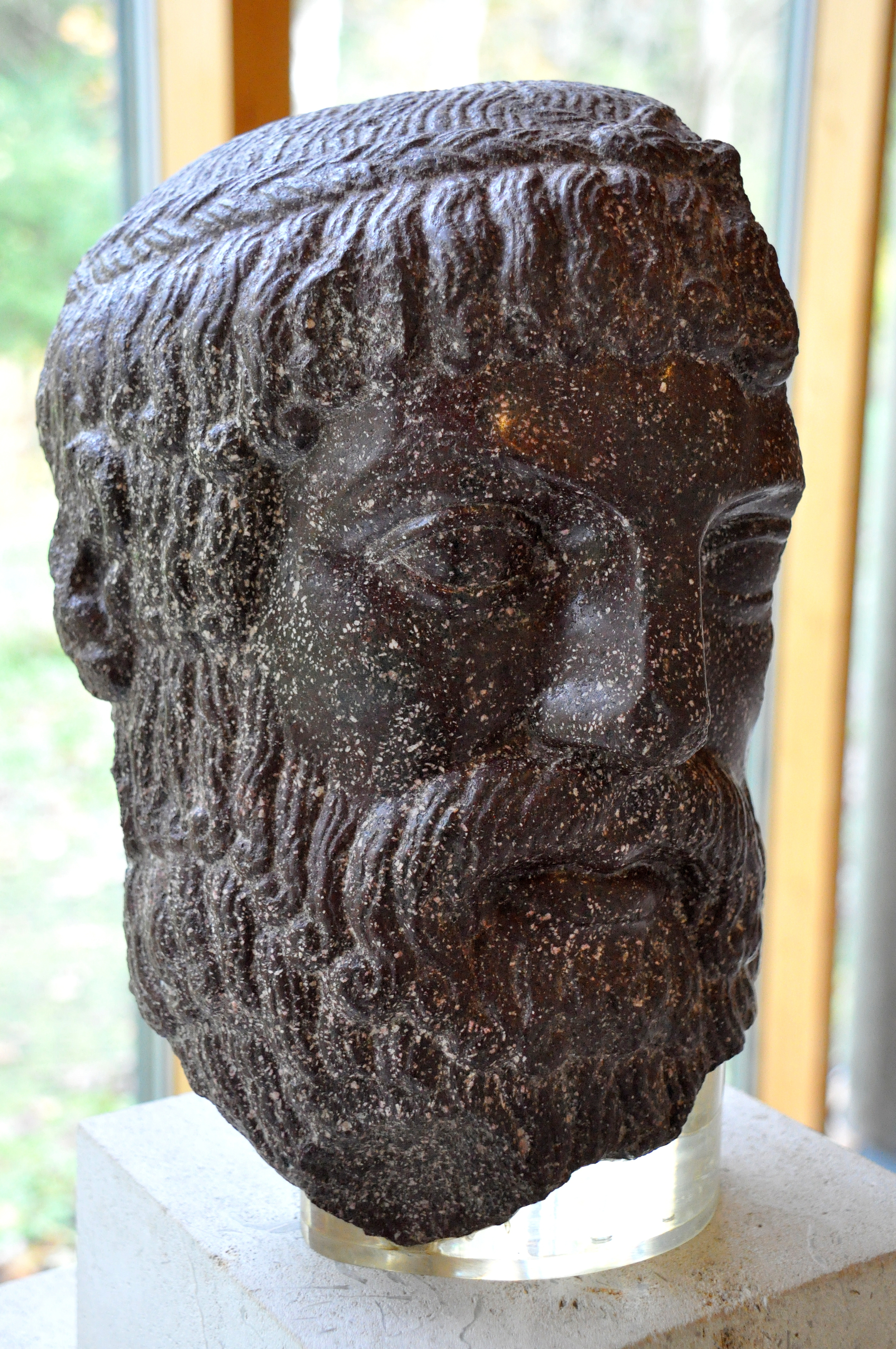
Tête de Zeus ou de Poséidon, copie romaine en porphyre vers 320-330 av. J.-C d'un bronze grec du Ve siècle
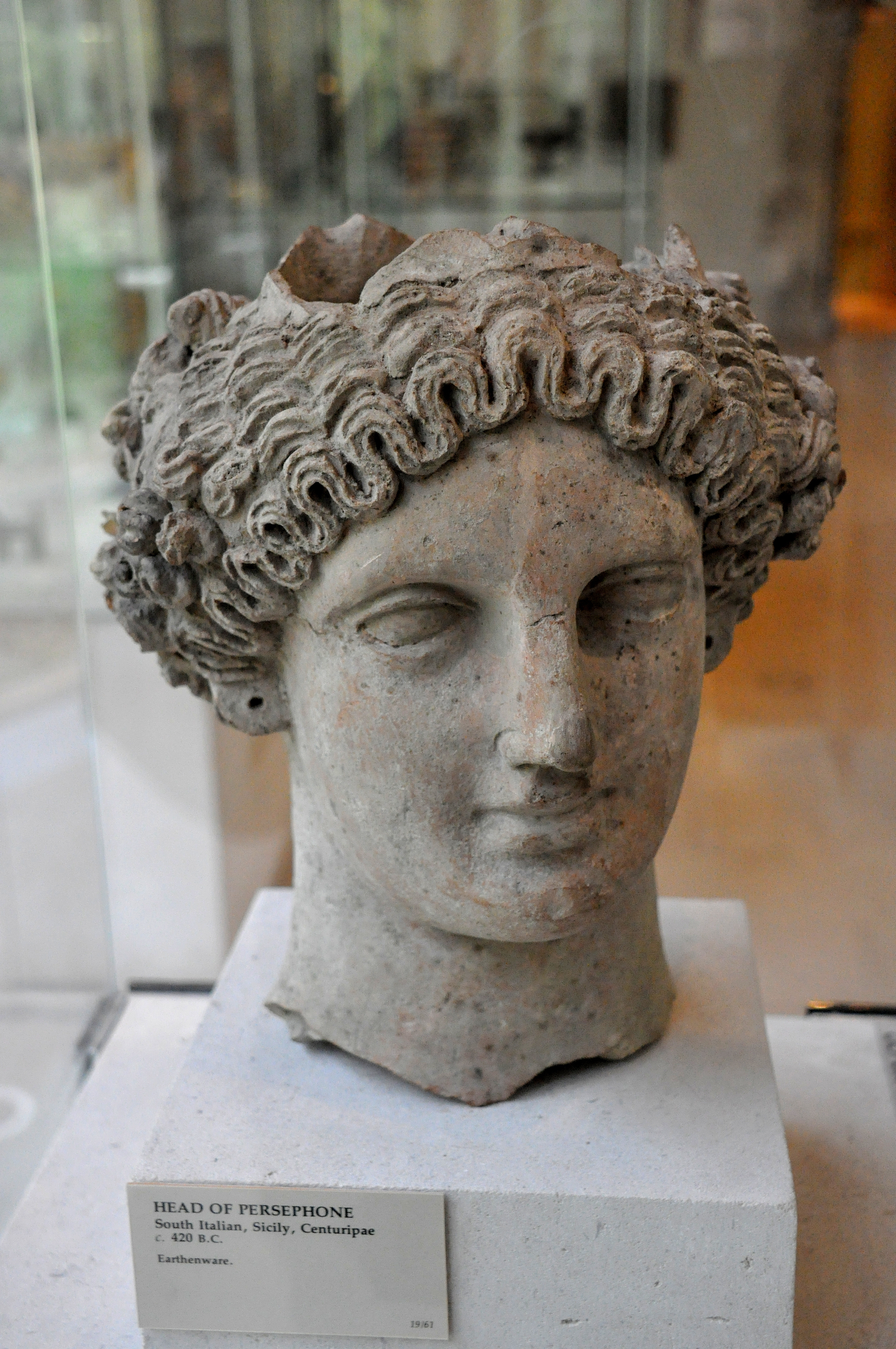
Tête de Perséphone, faïence, Centuripa, Sicile, vers 420 av. J.-C
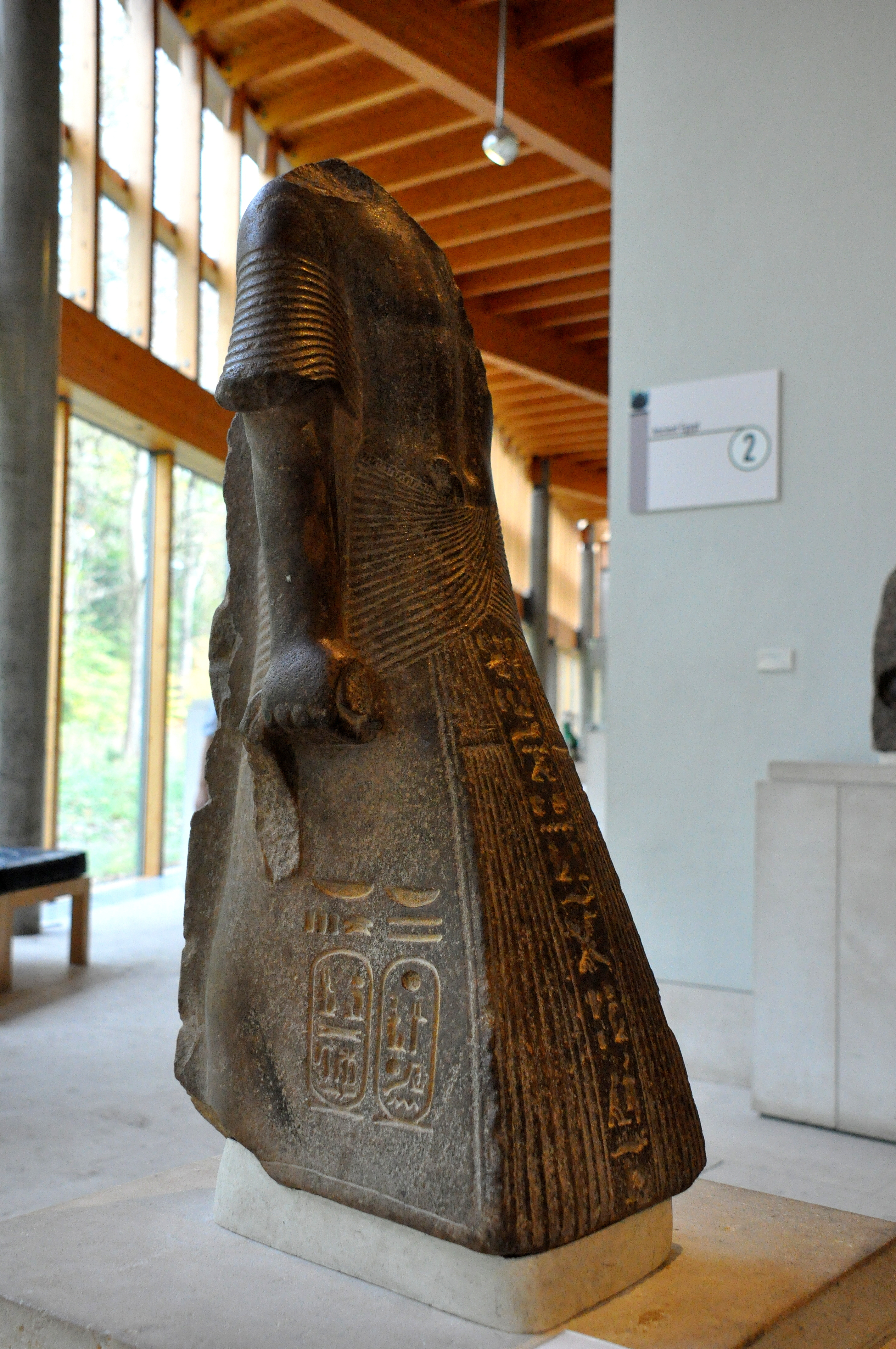
Parêherounemef, premier conducteur de char, Égypte, 19ème dynastie, 1290-1224 av. J.-C (le nom de Ramsès II figure sur le cartouche)
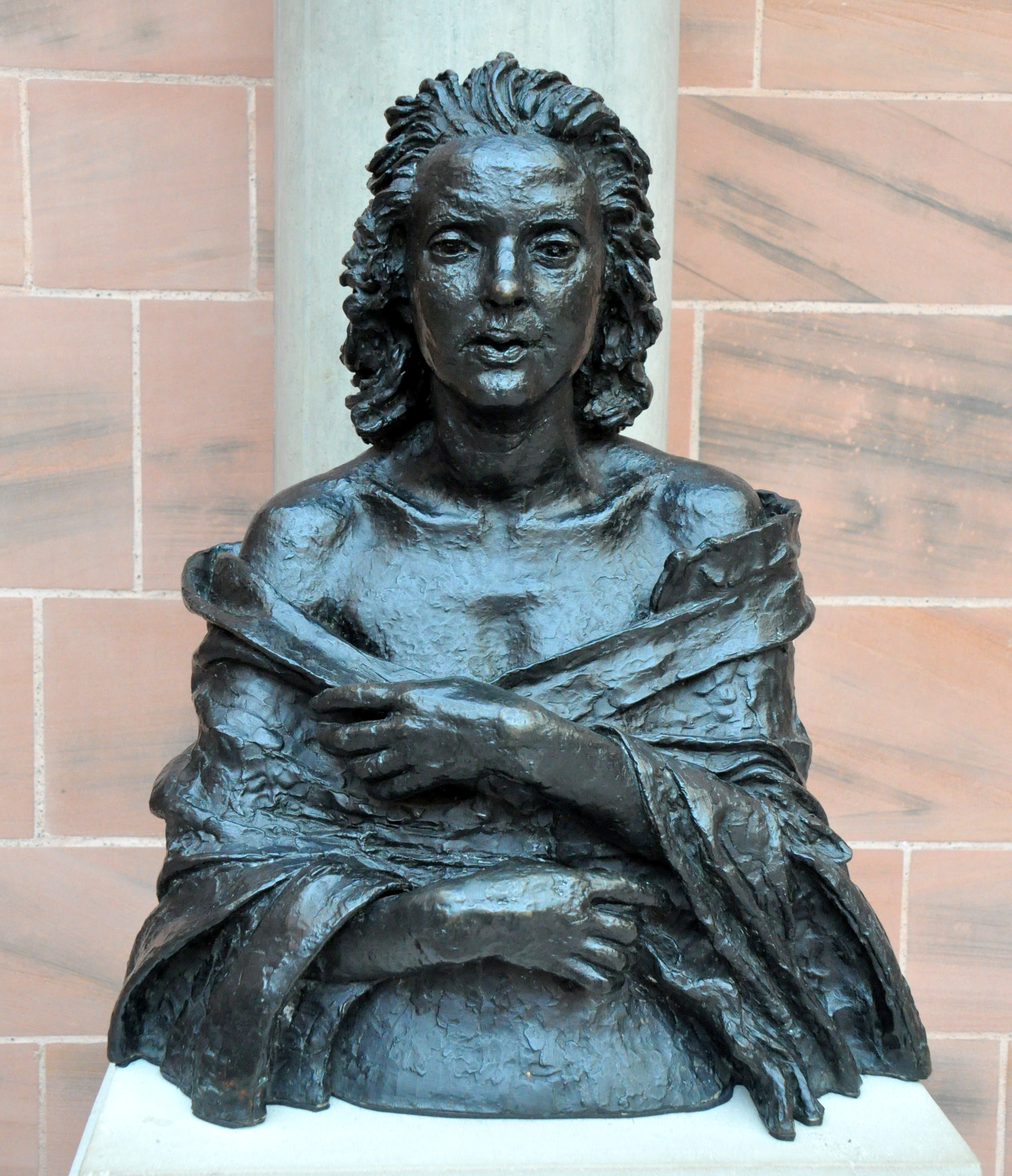
Lilian Shelly, buste en bronze de Jacob Epstein, 1920
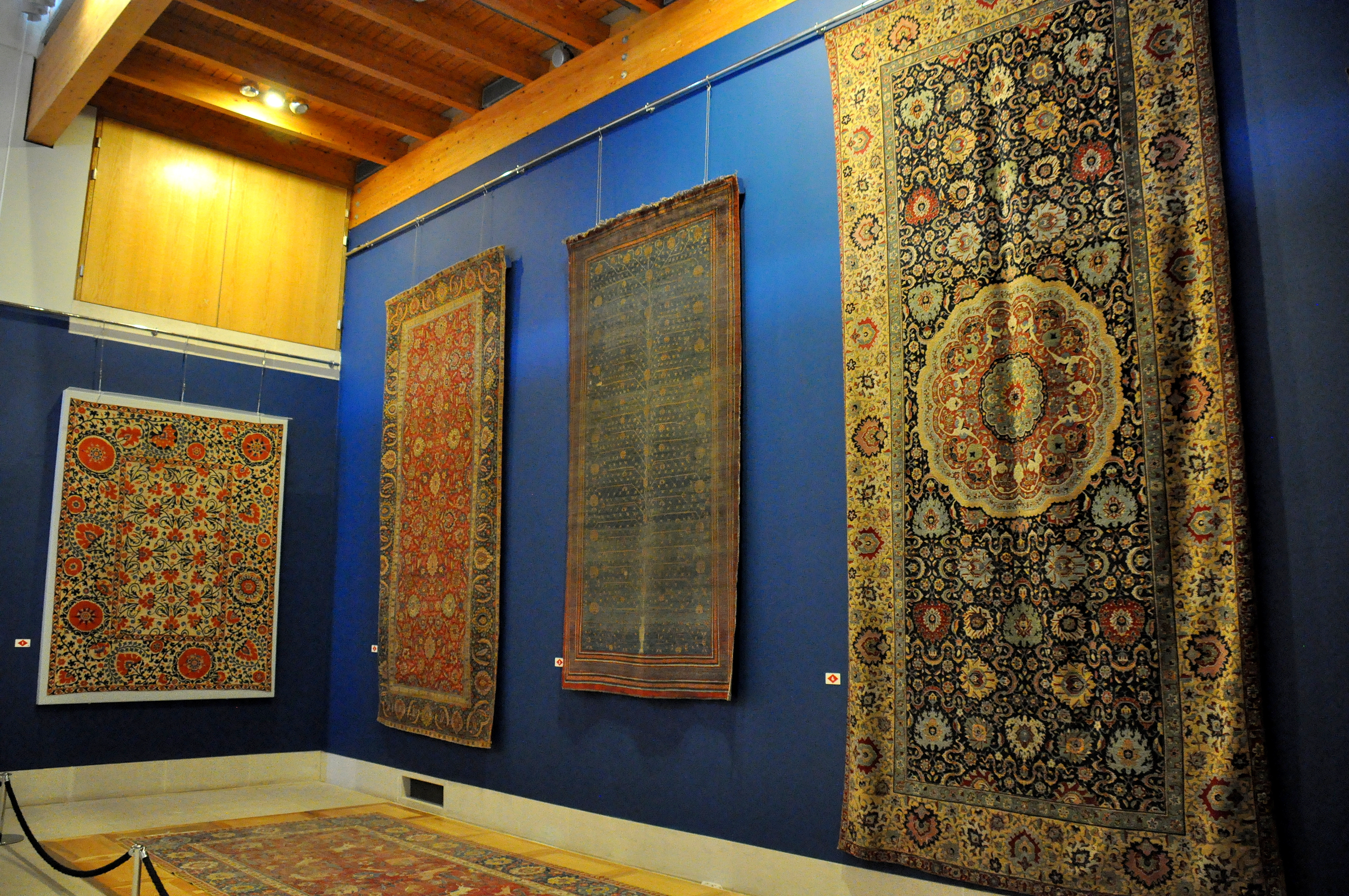
Tapis persans
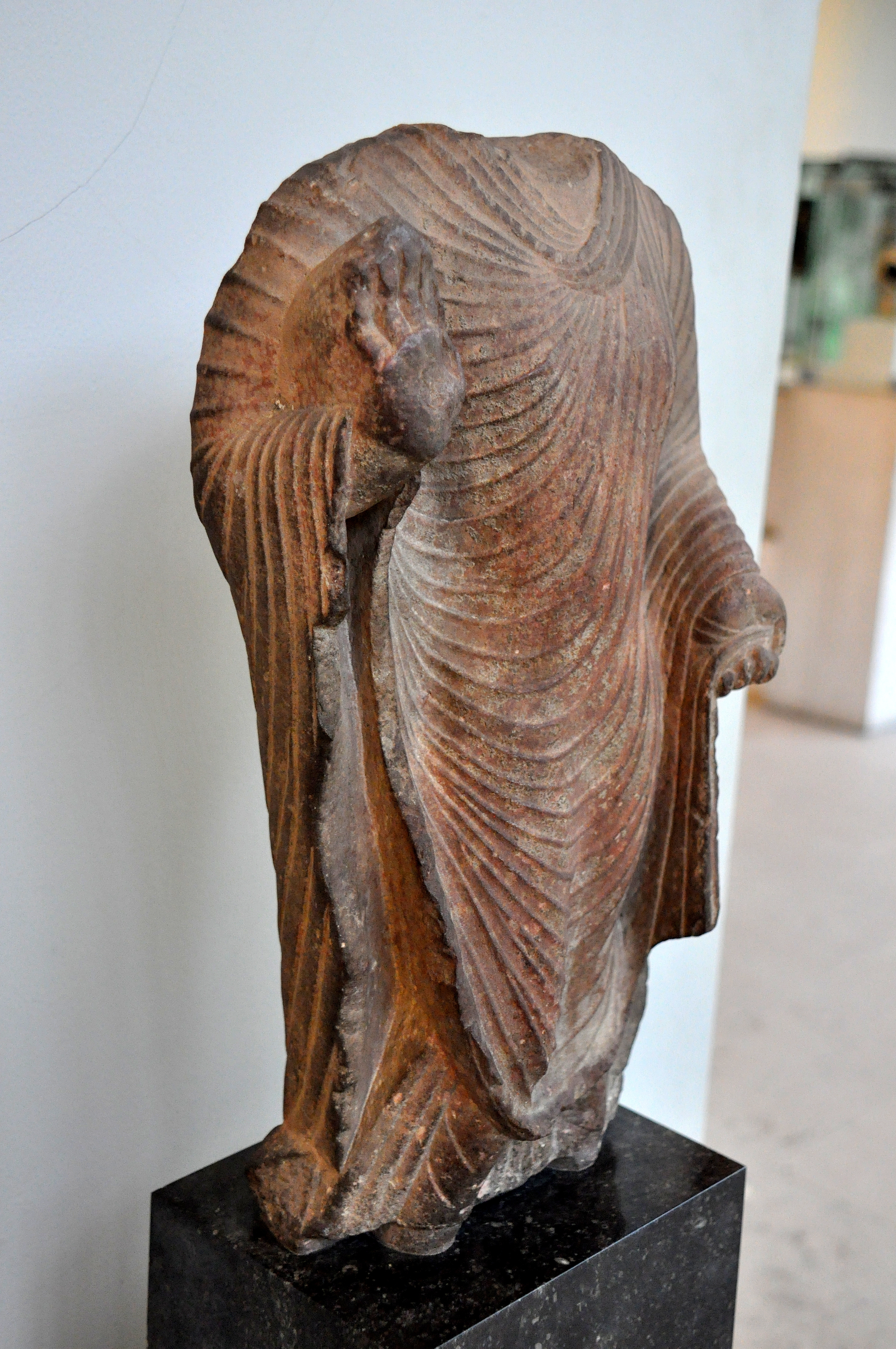
Bouddha bénissant, grès, Inde, Mathura, période Gupta, Ve – VIe siècle
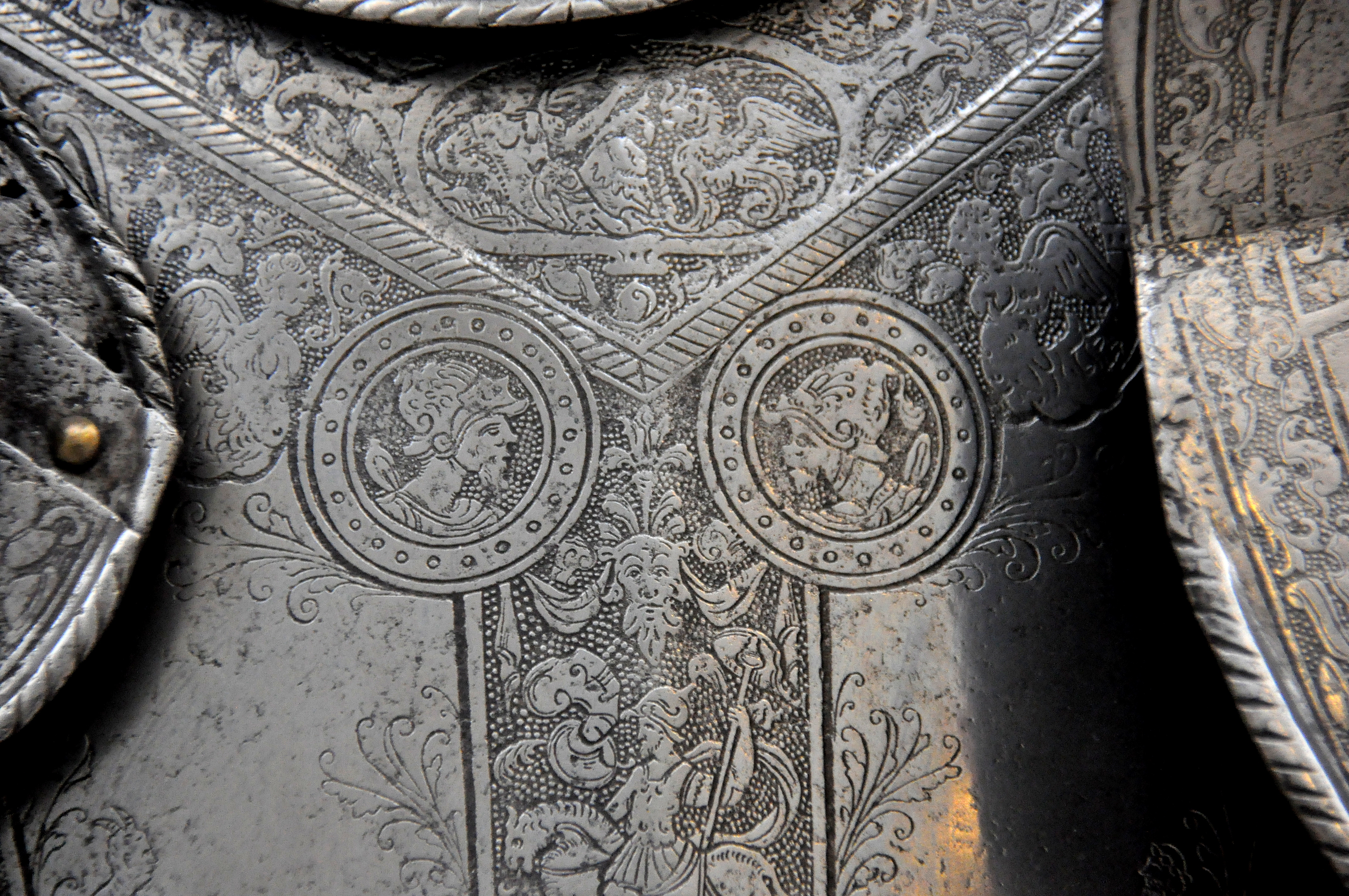
Détail d'une armure, Europe, Moyen Âge
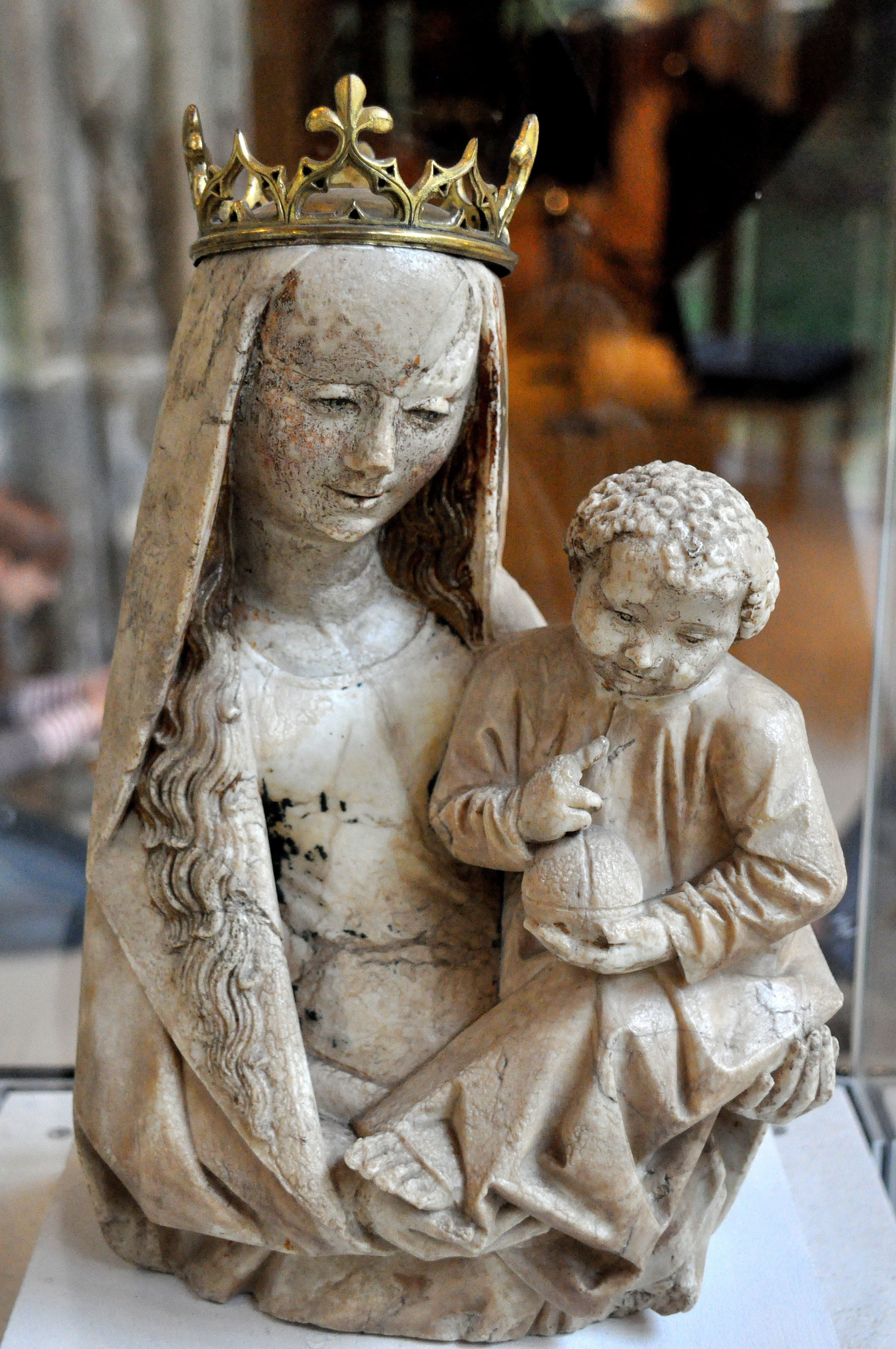
Vierge à l'Enfant, albâtre, traces de polychromie, Flandres, vers 1475-1500
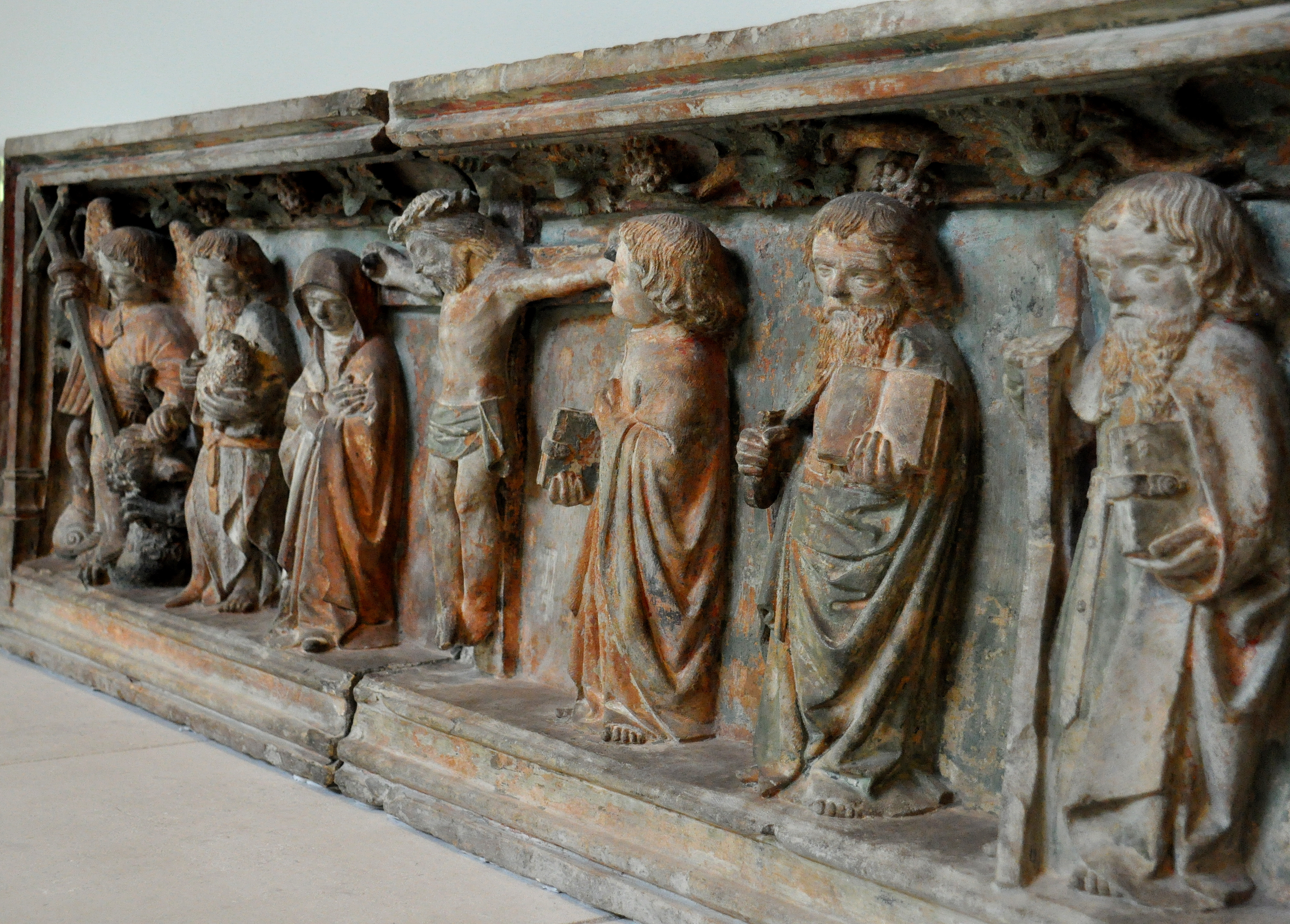
Christ en croix, entouré de la Vierge, saint Jean et quatre autres saints, fragment d'un retable, calcaire, peint, Bourgogne, vers 1450-1500
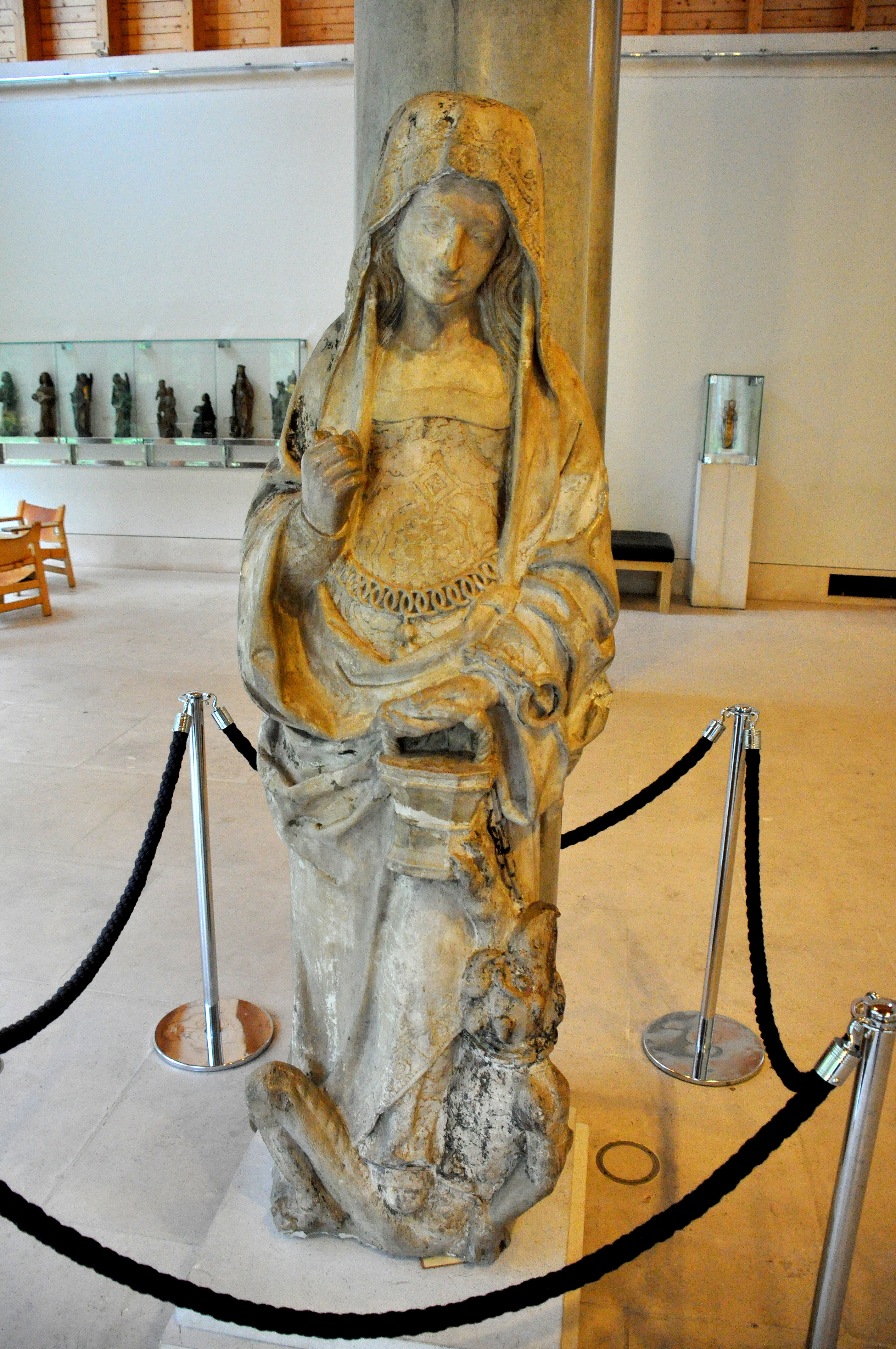
Sainte Marguerite, calcaire peint, From France, vers 1500
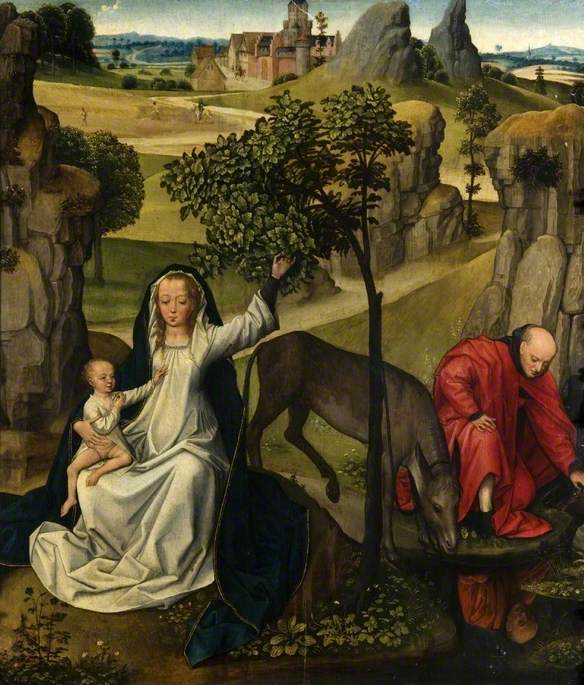
Repos pendant la Fuite en Égypte, volet de droite du Polyptyque Hulin de Loo, 1460-1464
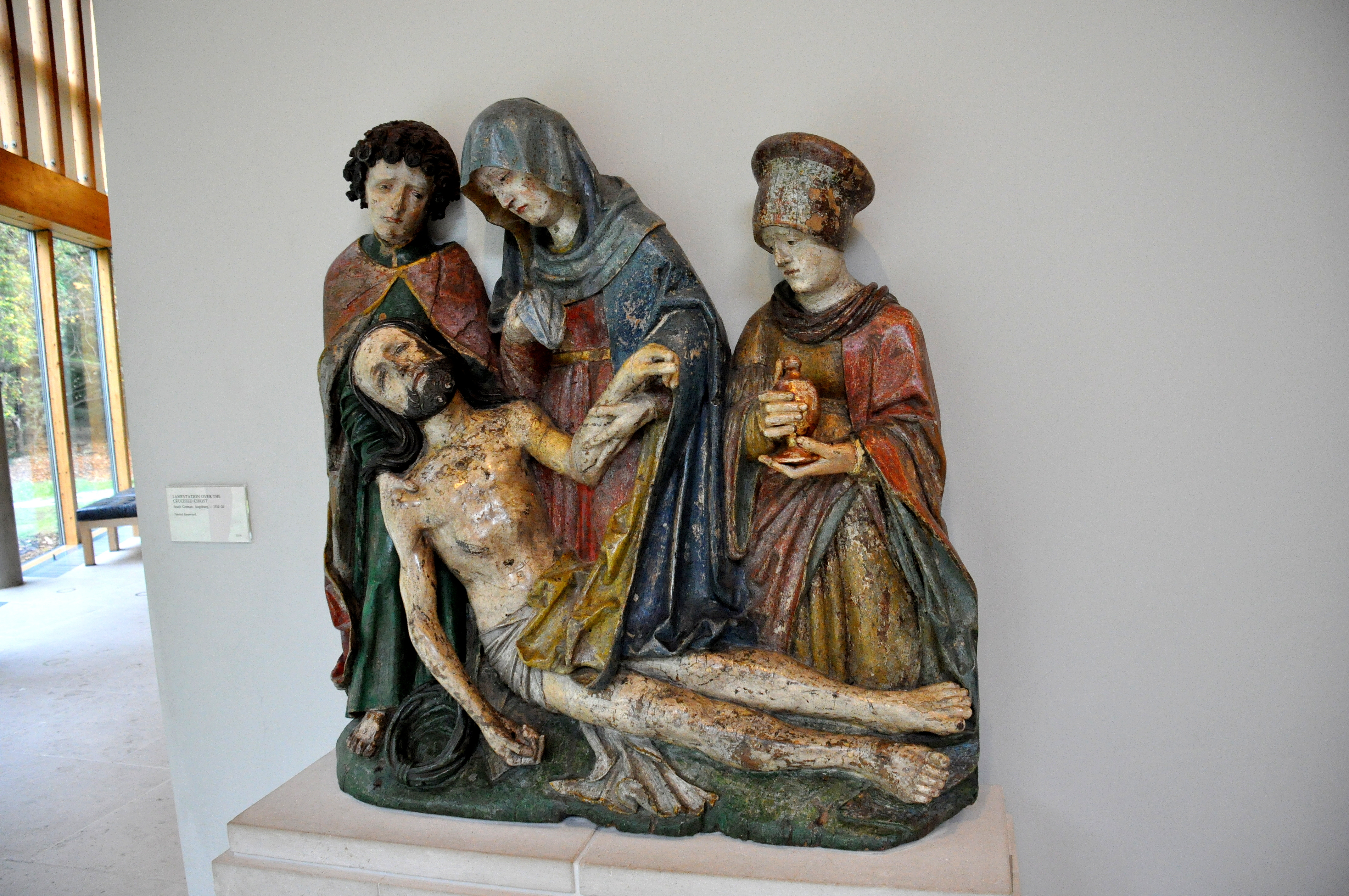
Lamentation sur le Christ mort, bois polychrome, Augsbourg, vers 1510-1520
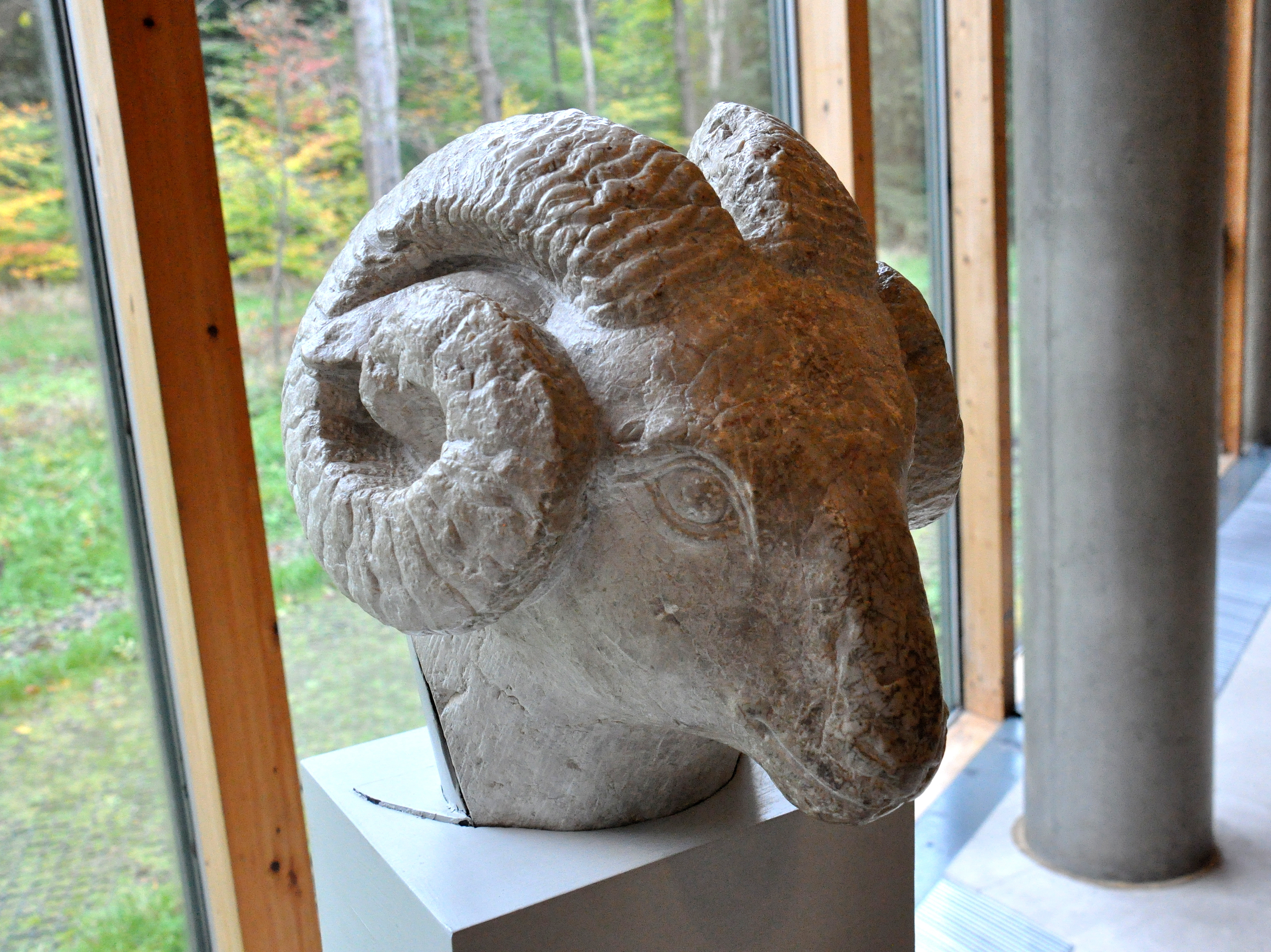
Tête de bélier, calcaire, Chine, dynastie Tang, 618-907
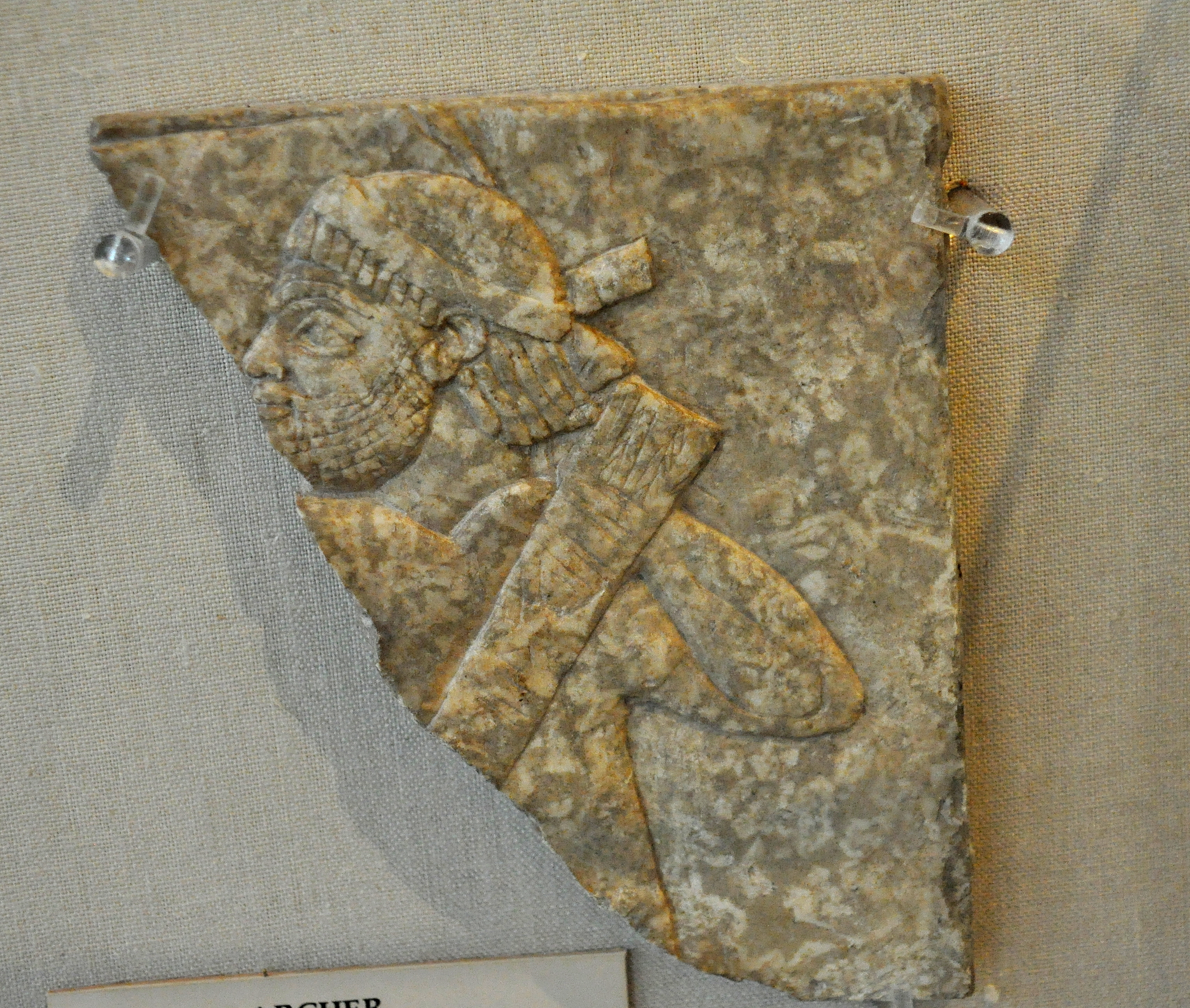
Archer d'Elam, albâtre, Ninive, règne d'Ashurbanipal II, 668-627 av. J.-C.
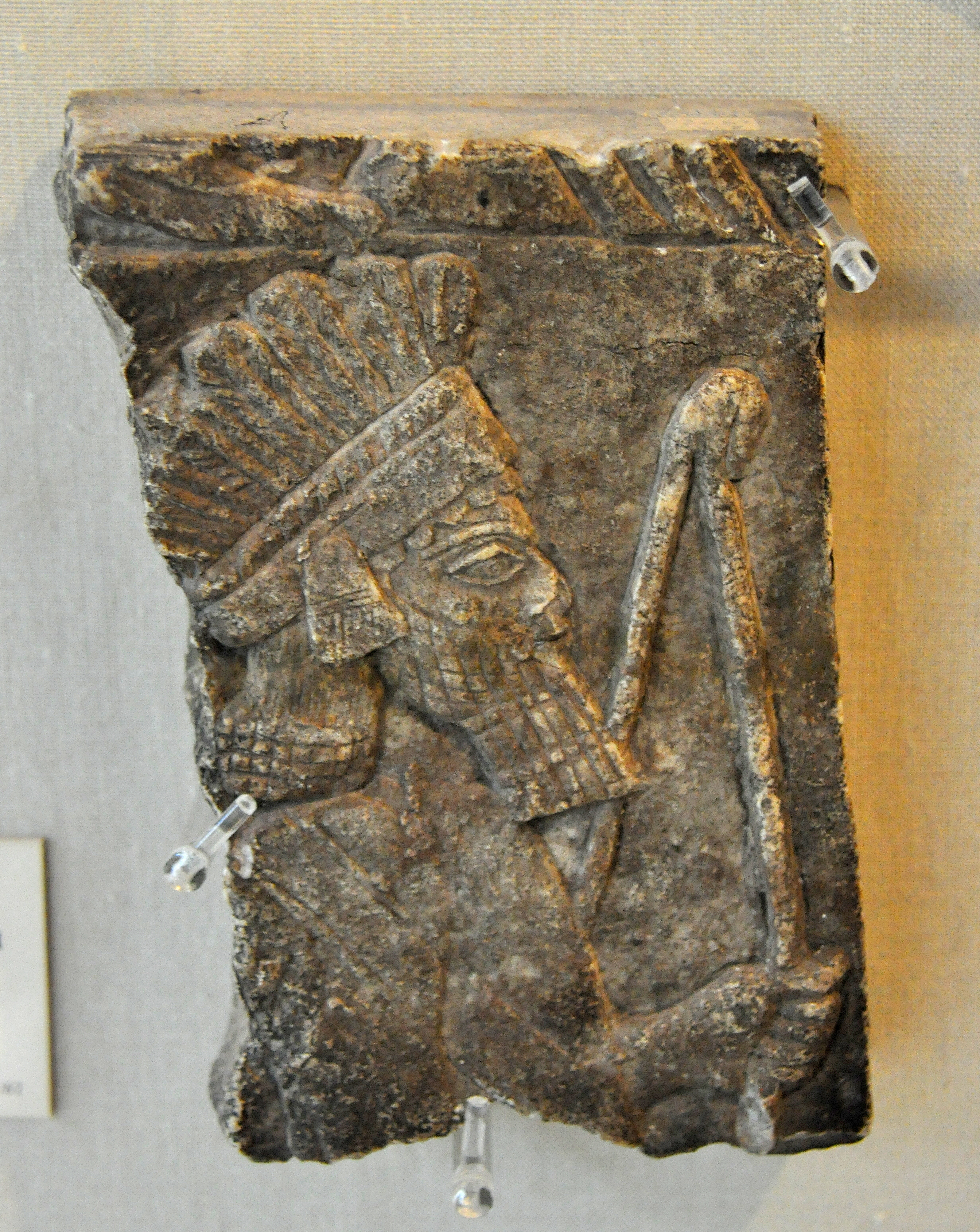
Archer portant une coiffe avec des plumes, albâtre, Ninive, règne d'Ashurbanipal II, 668-627 av. J.-C.
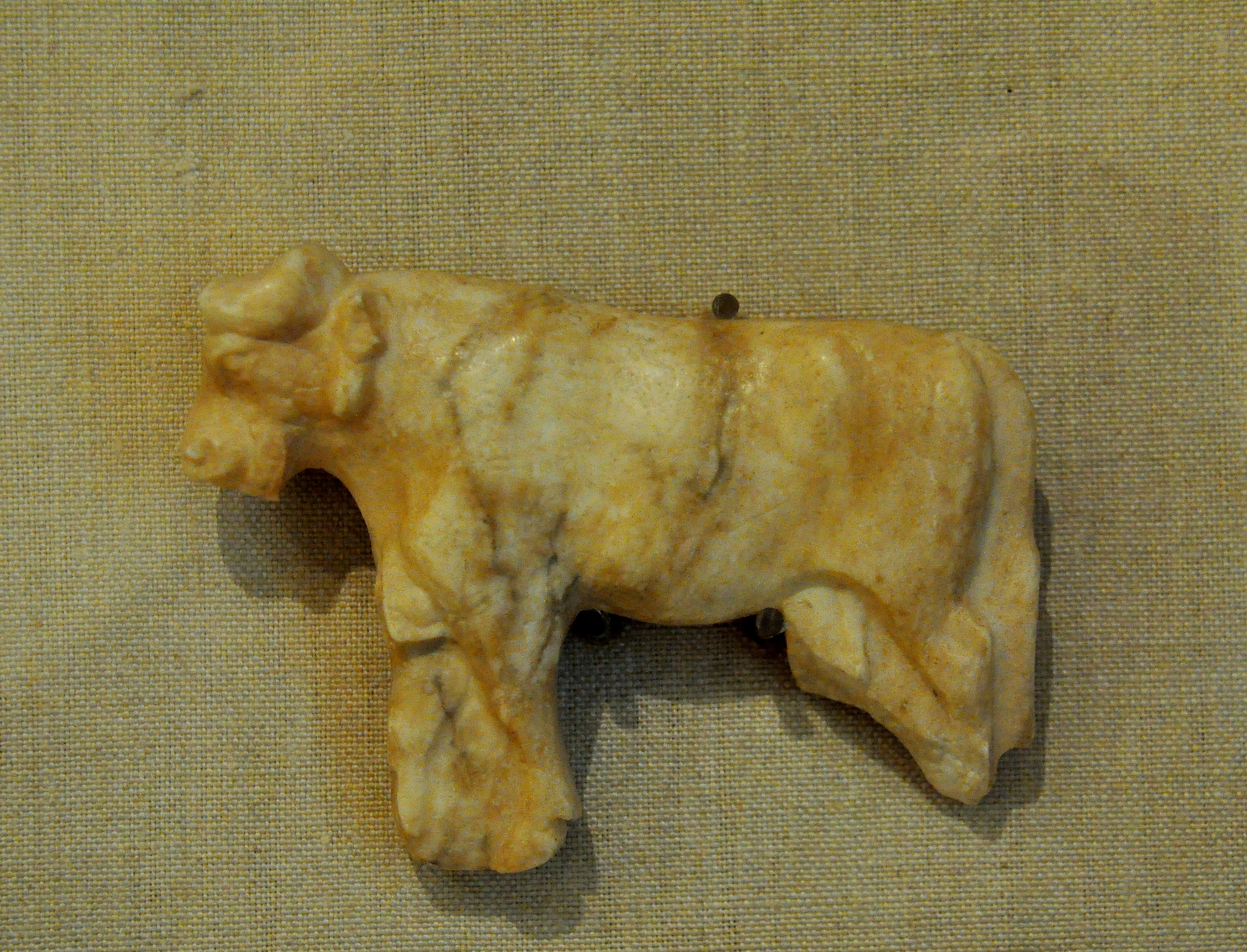
Taureau en albâtre, sud de l'Irak, vers 2750-2400 av. J.-C.
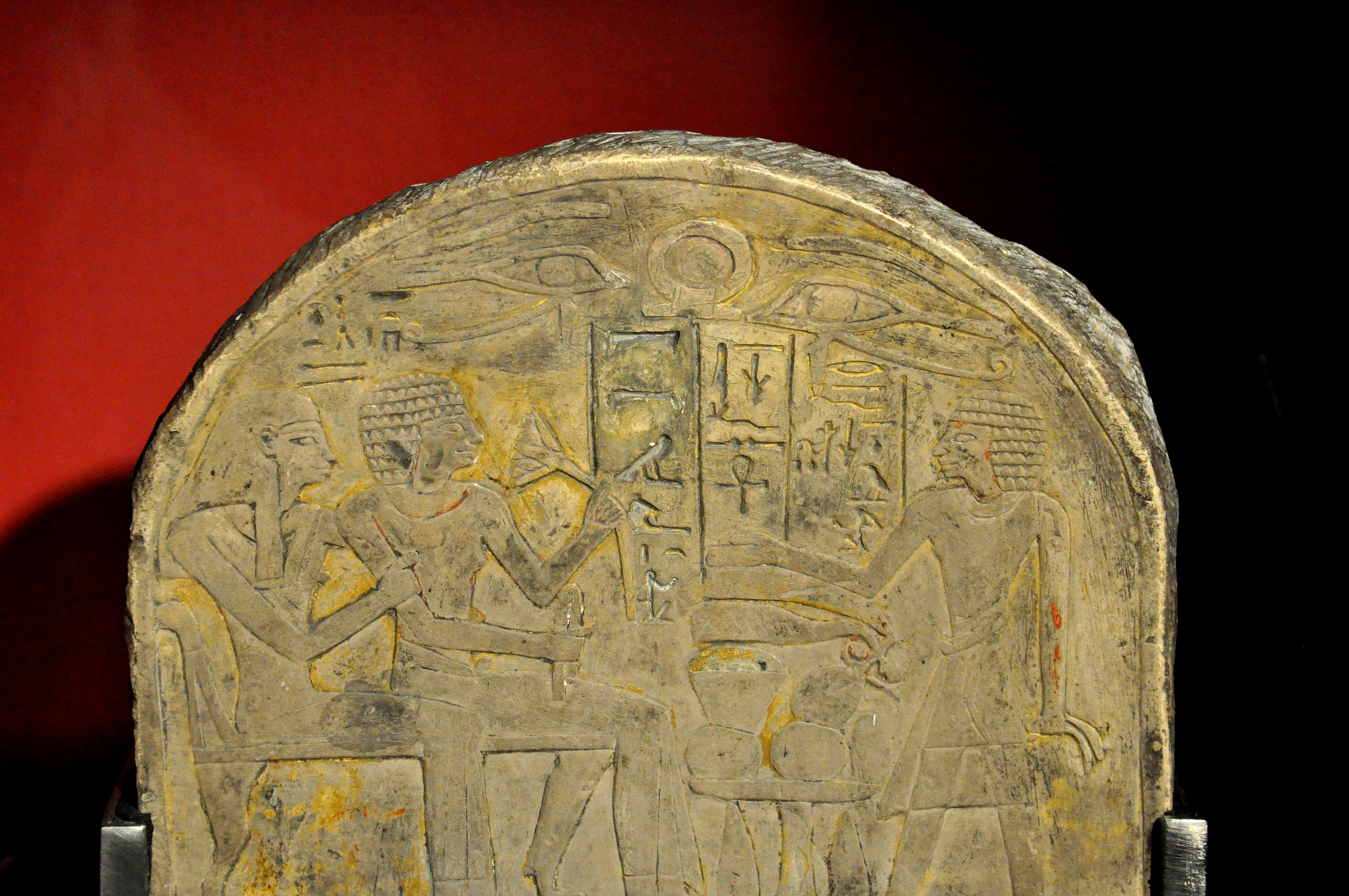
Détail de la stèle funéraire d'Amenemhat, calcaire peint, Égypte, début de la XVIIIe dynastie
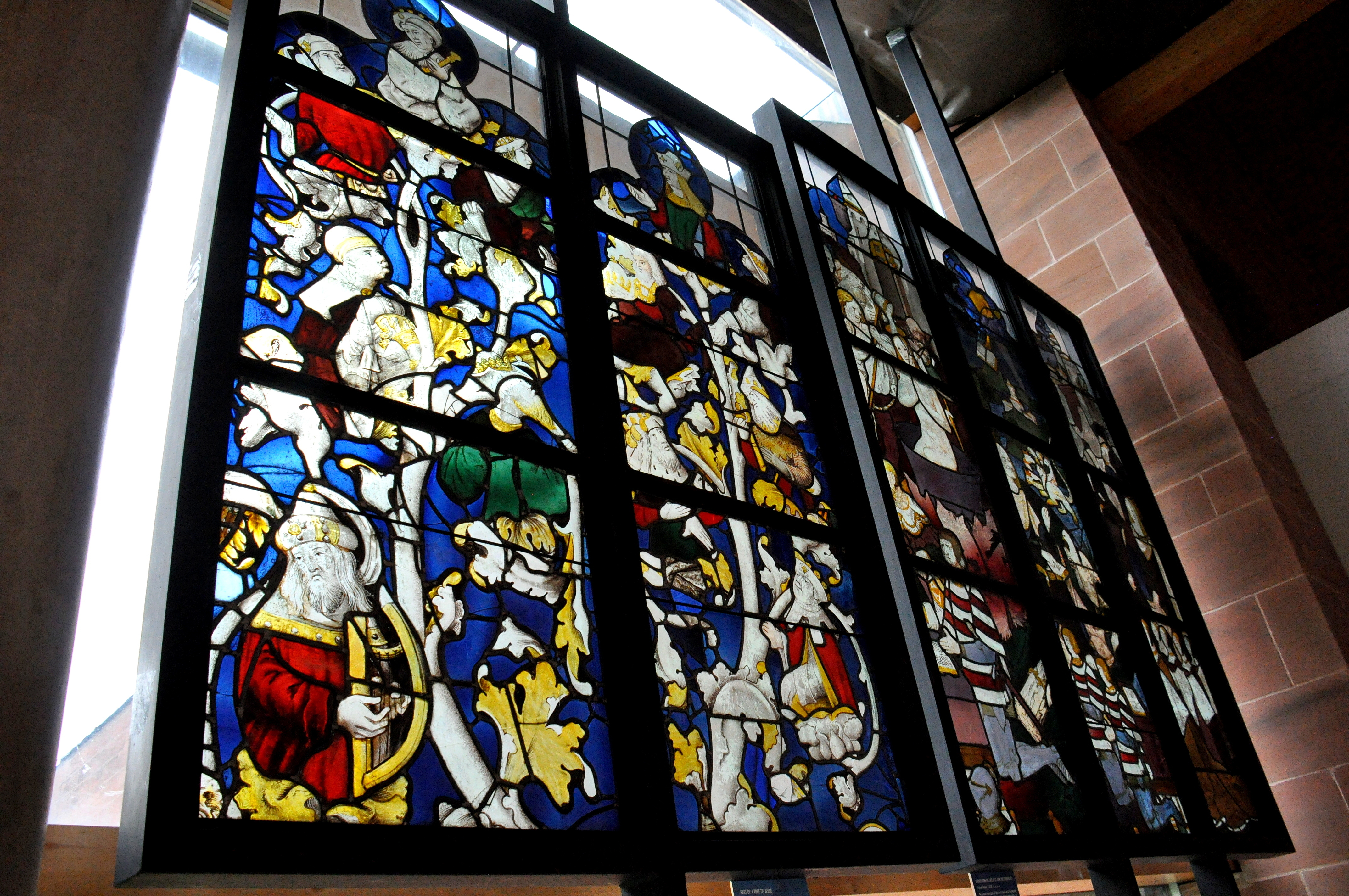
Vitrail, Europe, Moyen Âge
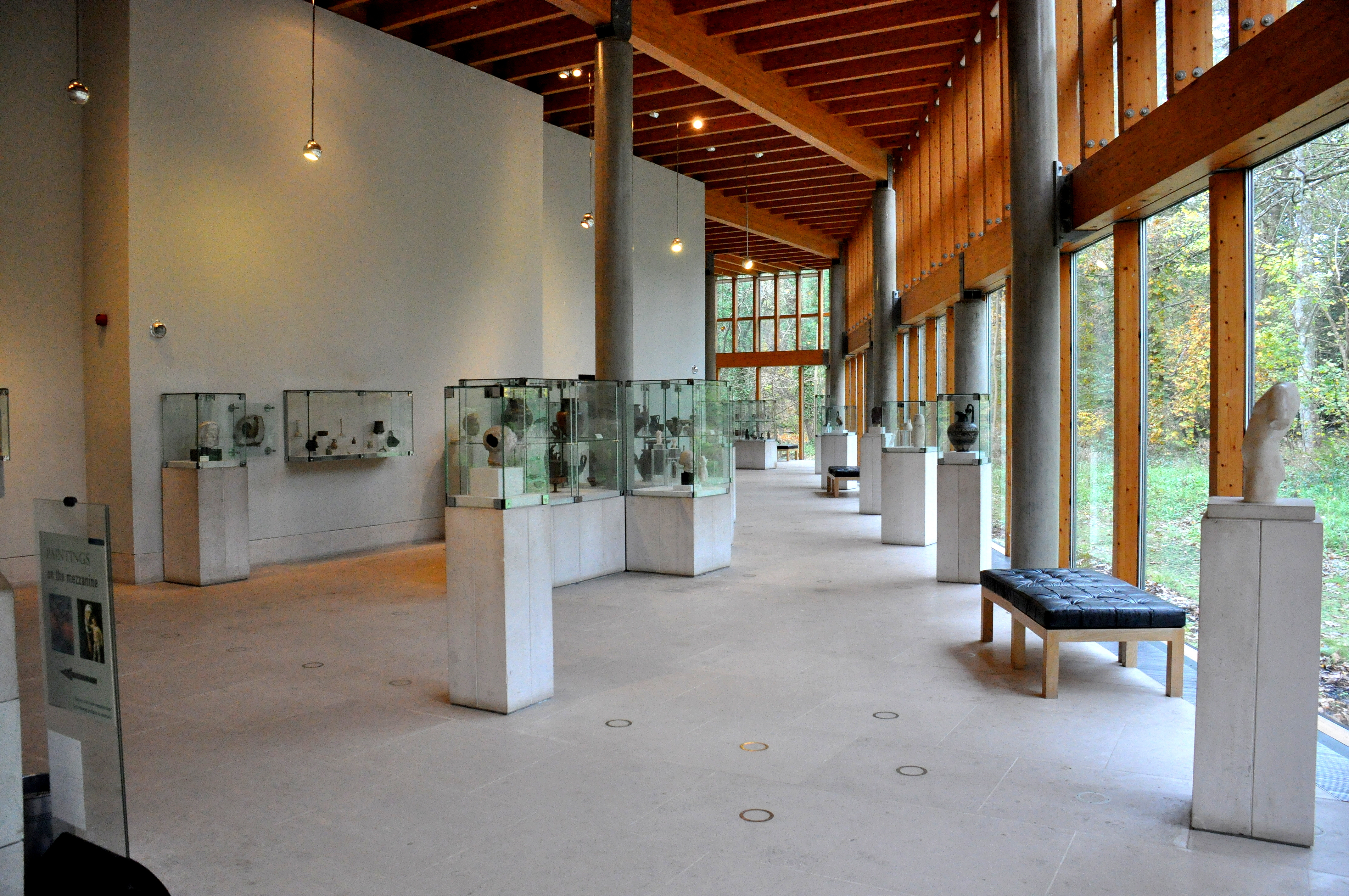
Une des salles du musée

### Peinture européenne
La collection comprend la plupart des maîtres européens : Lucas Cranach l'Ancien, Giovanni Bellini, Rembrandt, Théodore Géricault, ainsi qu'un certain nombre de toiles impressionnistes. Burrell a acheté des tableaux de Manet, Alfred Sisley, Camille Pissarro, Renoir, Gauguin et Paul Cézanne. L'ensemble de pastels d'Edgar Degas est considéré comme le plus important du Royaume-Uni.

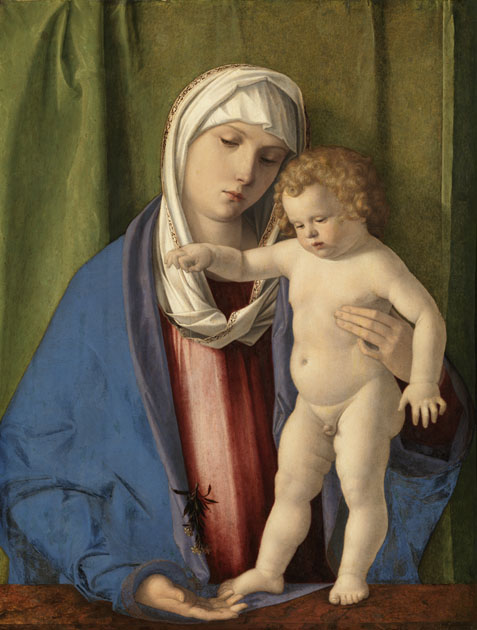
Giovanni Bellini, Vierge à l'Enfant, huile sur bois, 1485-1488
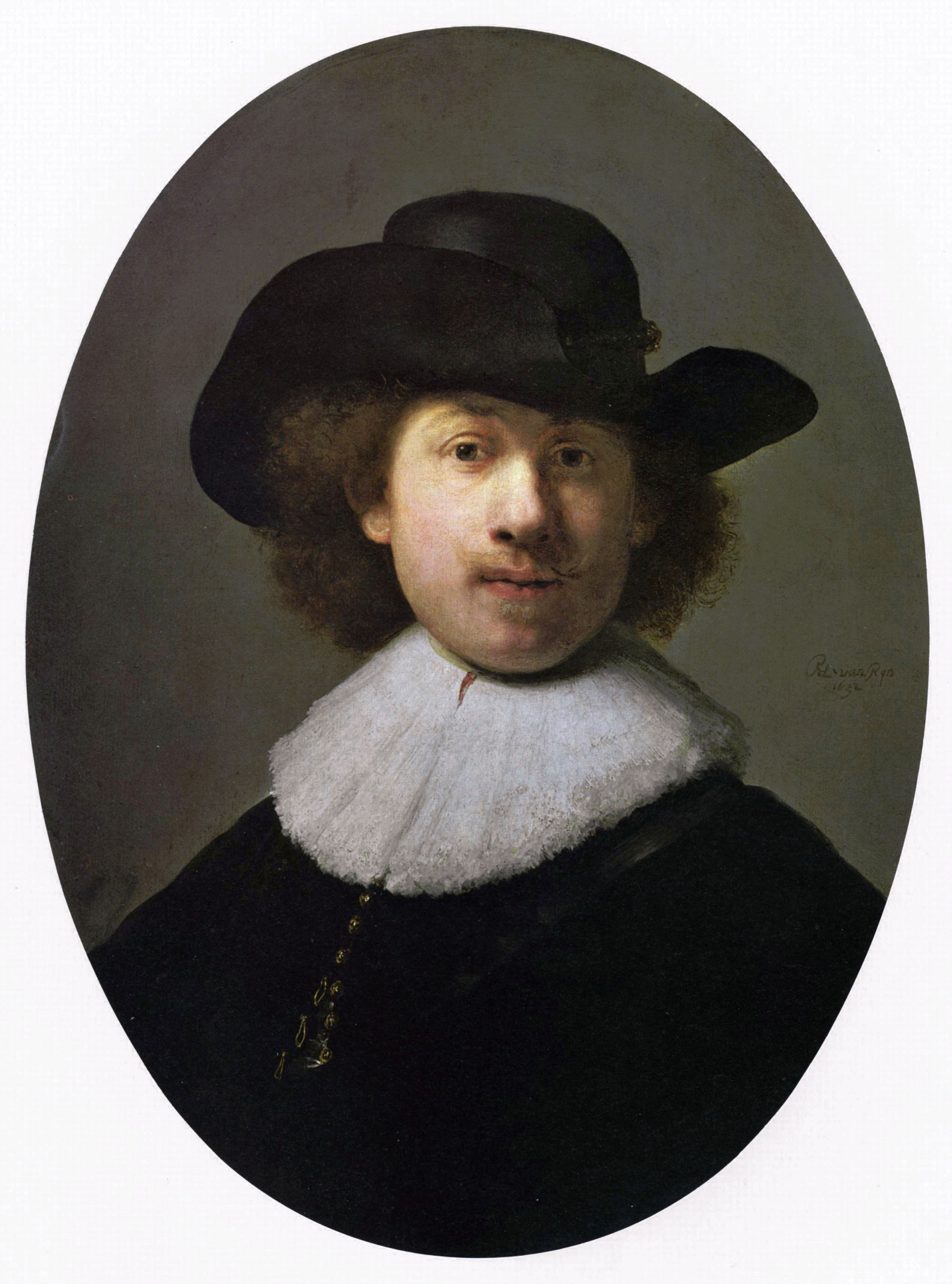
Rembrandt, Autoportrait, huile sur bois, 1632
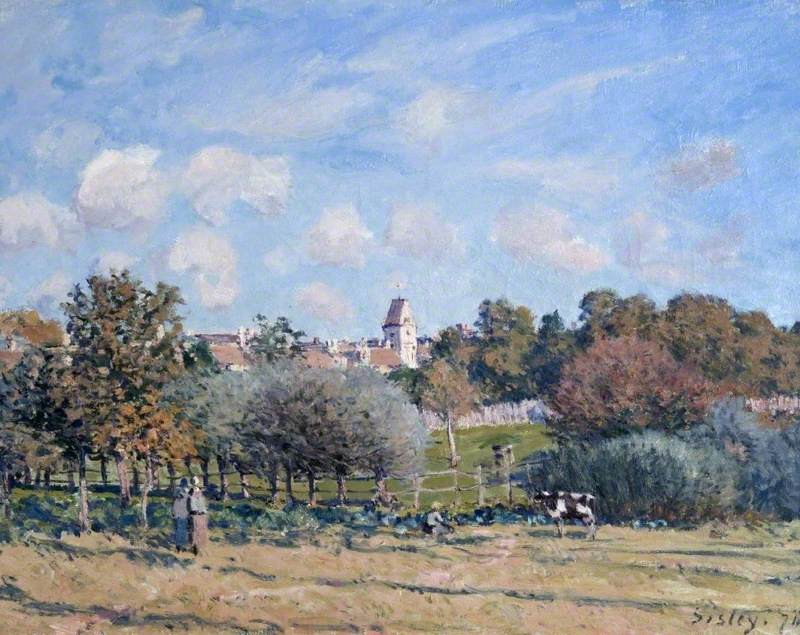
Alfred Sisley, L'Église de Noisy-le-Roi, effet d'automne, huile sur toile, 1874
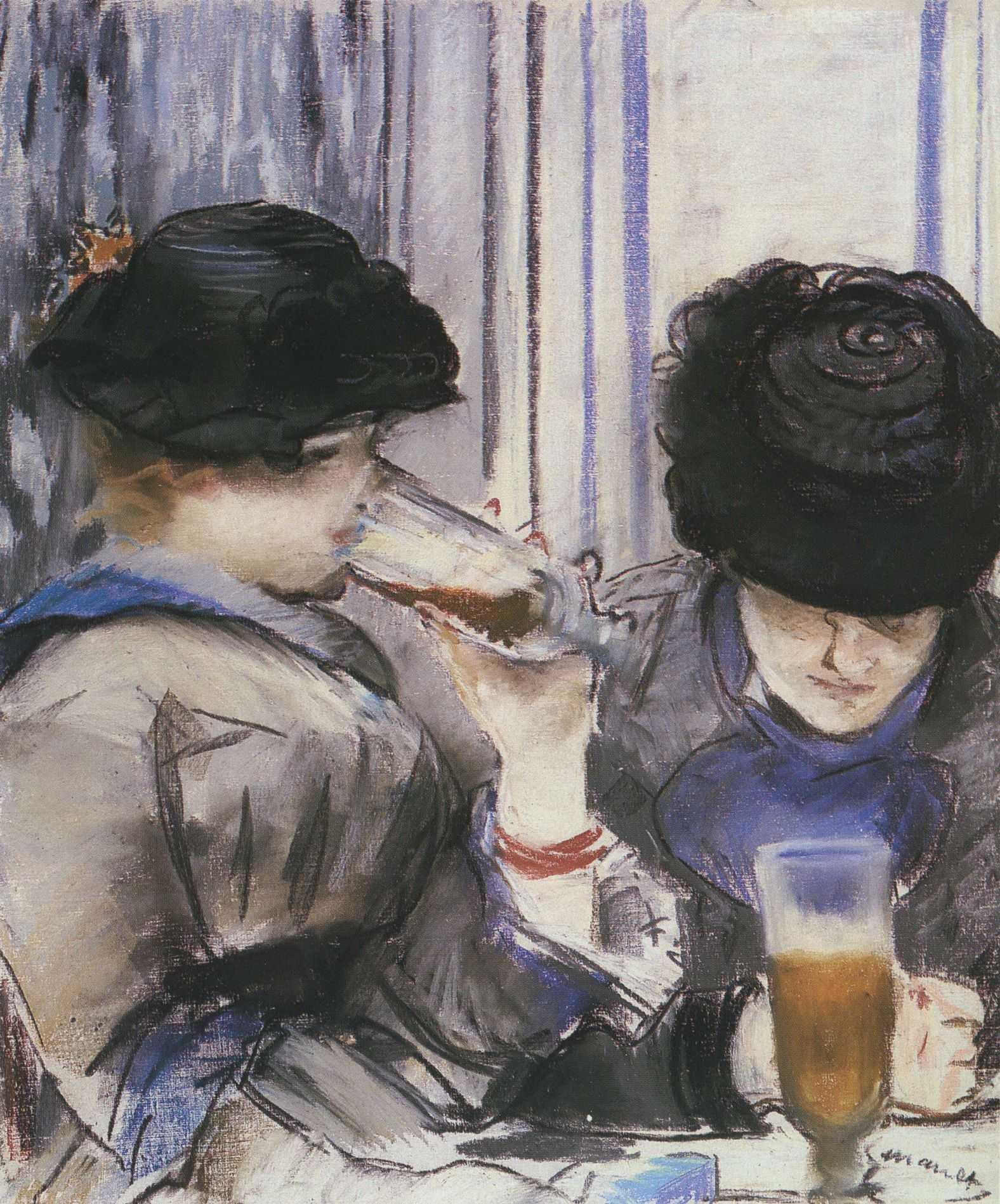
Édouard Manet, Buveuses de bocks, pastel, 1878-1879
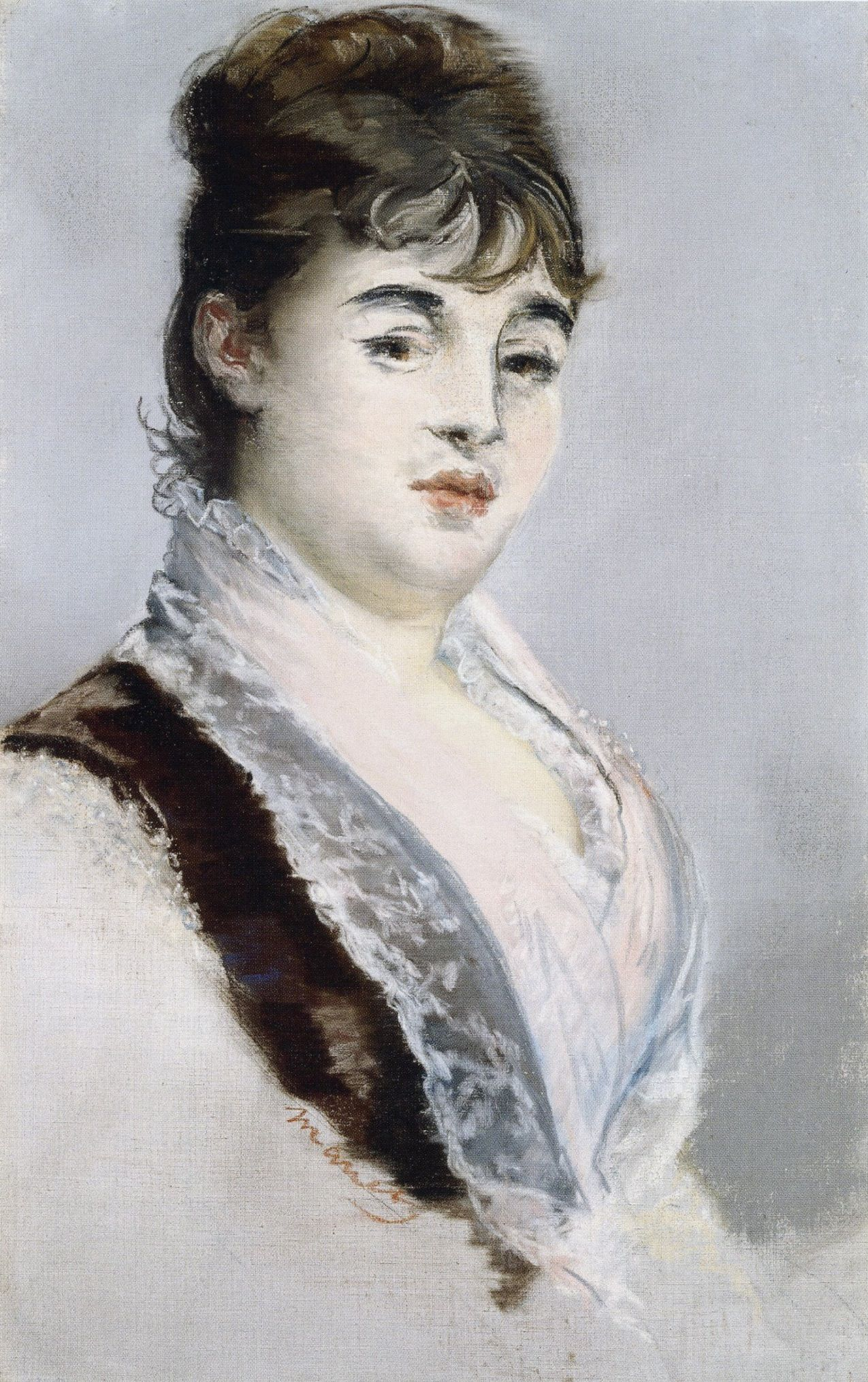
Édouard Manet, Portrait de Marie Colombier, huile sur toile, 1879-1880
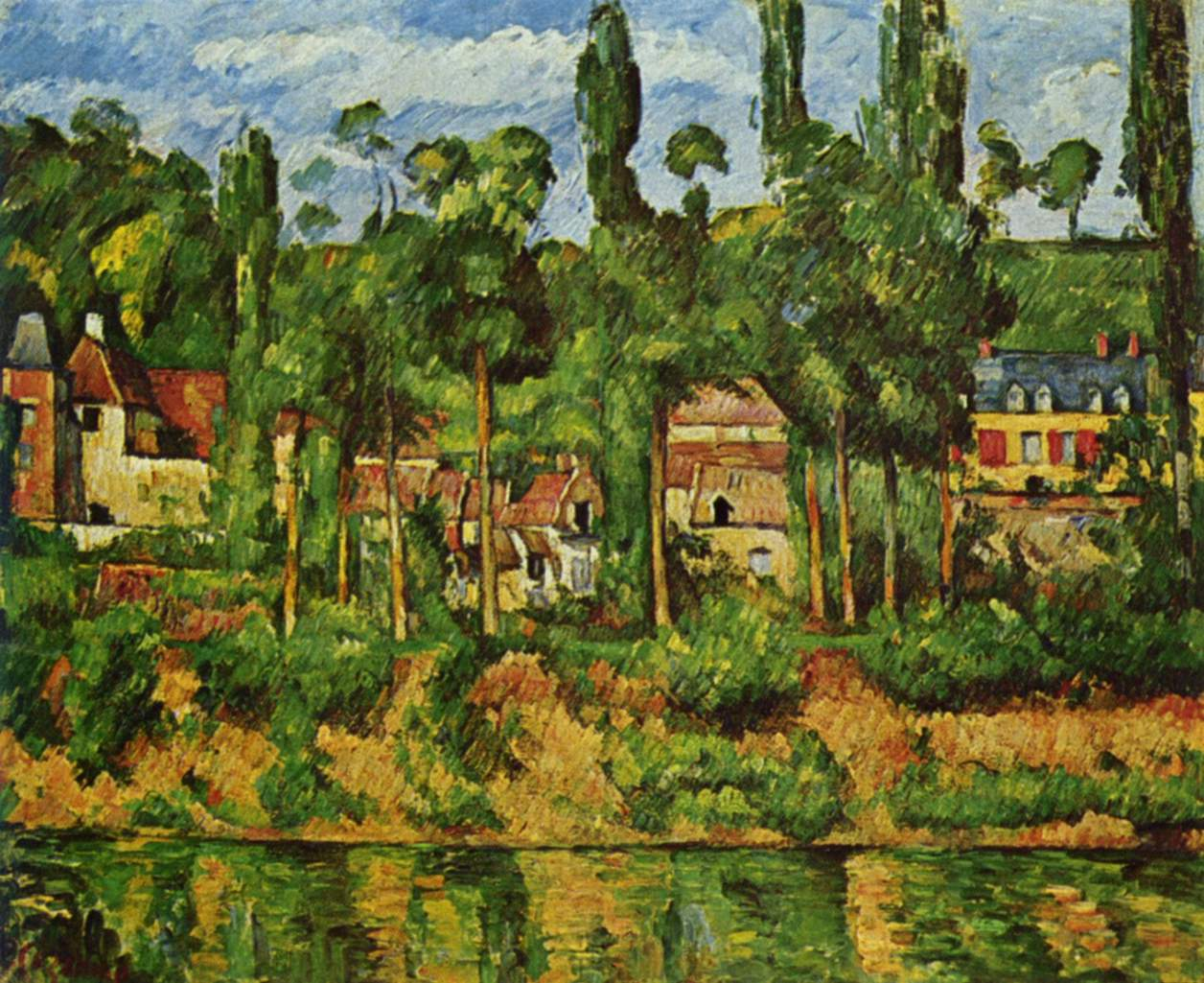
Paul Cézanne, Le Château de Médan, vers 1879-1880
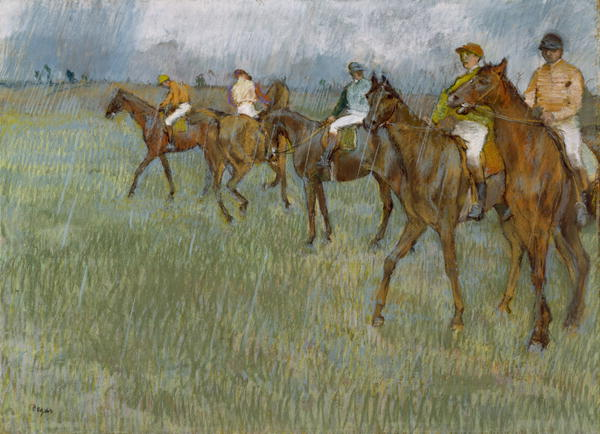
Edgar Degas, Jockeys sous la pluie, 1880
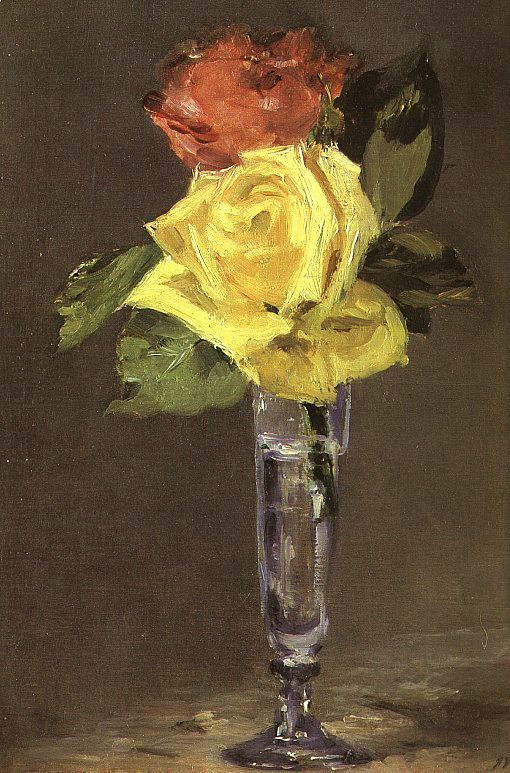
Roses dans un verre à champagne, 1882
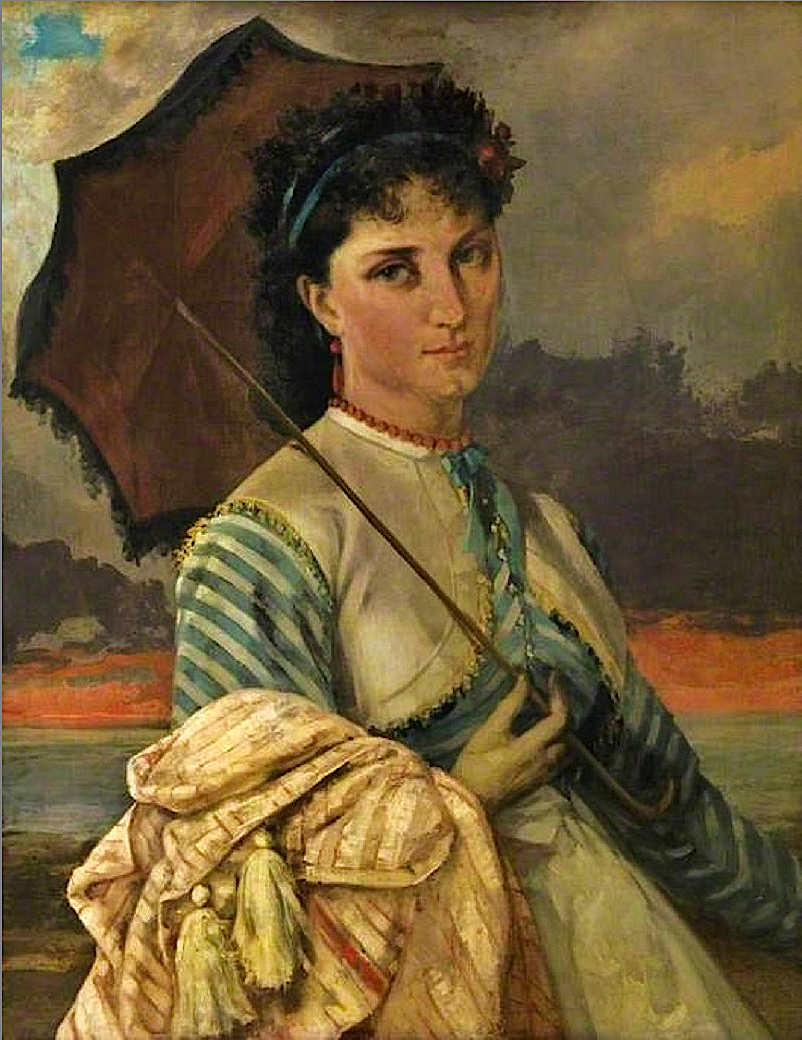
Gustave Courbet, La Dame à l'ombrelle ou Mademoiselle Aubé de La Houble, 1865
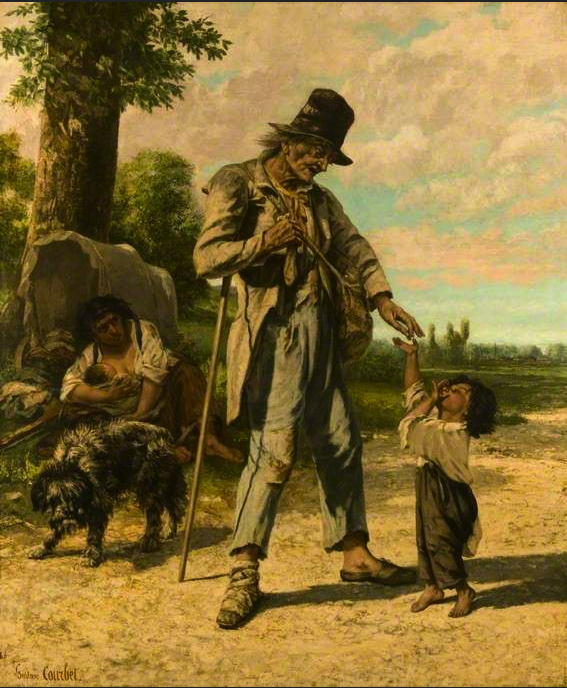
Gustave Courbet, L'Aumône d'un mendiant à Ornans, huile sur toile, 1868
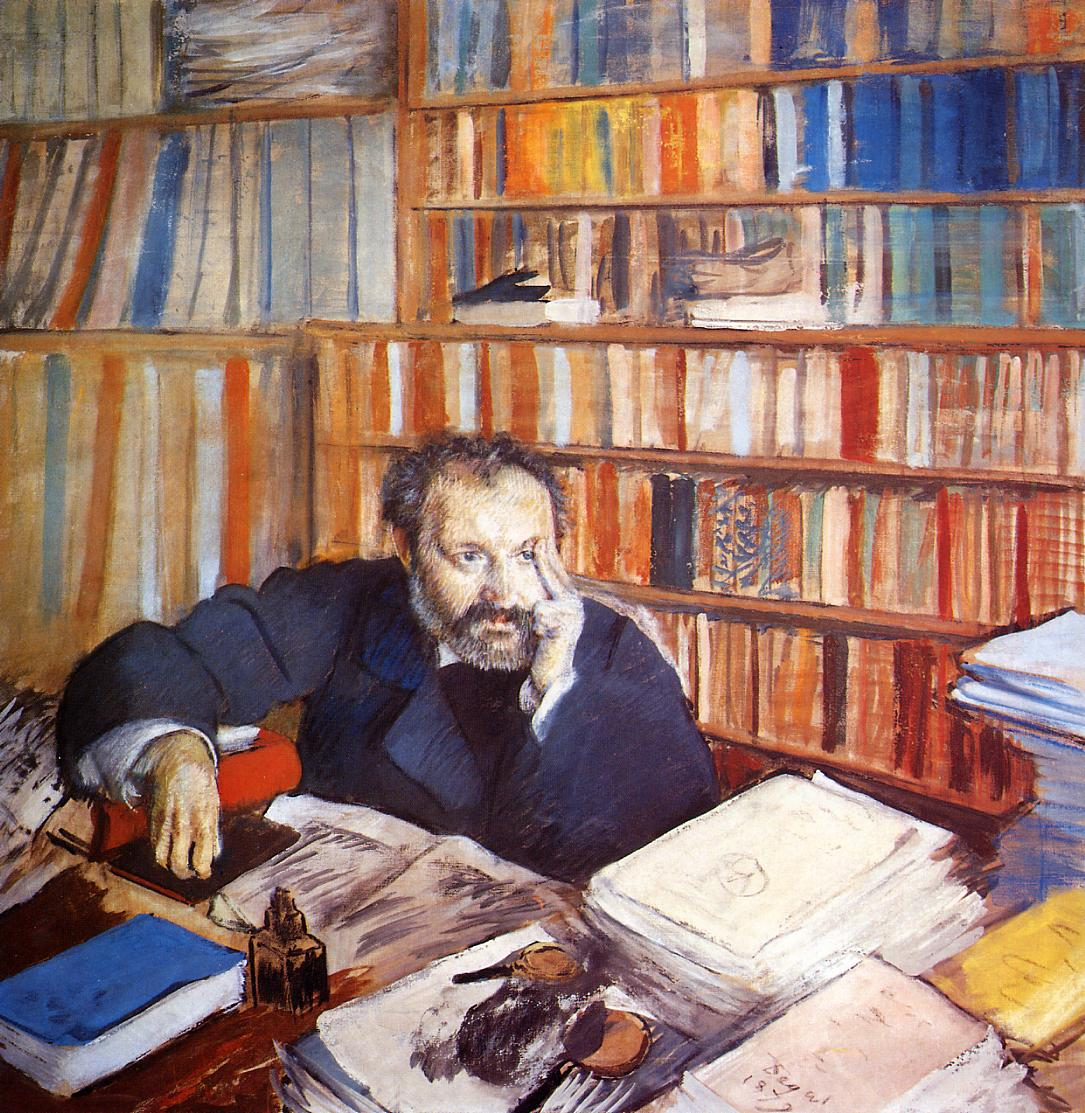
Edgar Degas, Portrait d'Edmond Duranty, gouache et pastel, 1879
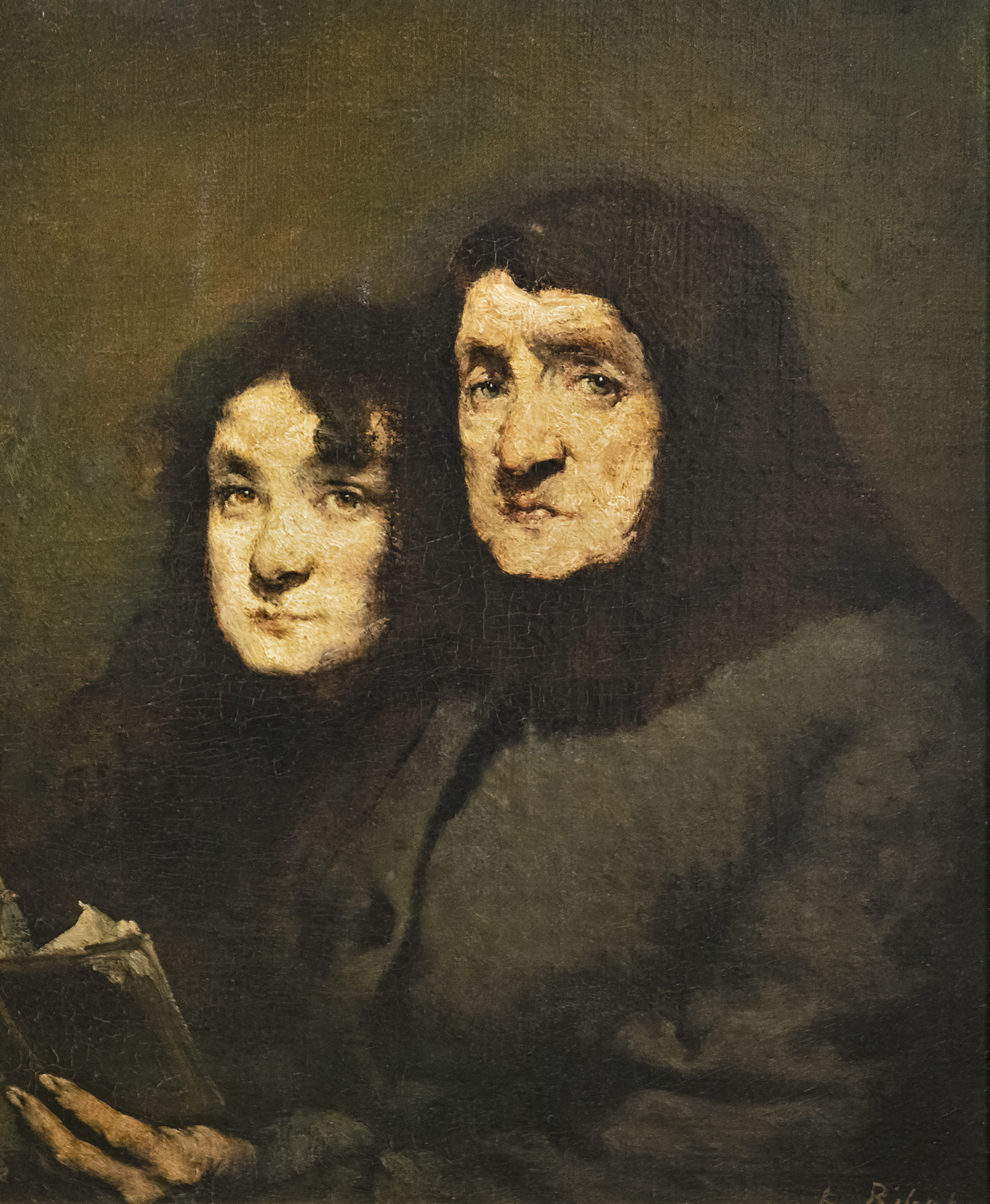
Mère et fille - Théodule Ribot, 1884